# Desafío (programa de televisión)
Desafío es un concurso colombiano del género telerrealidad, realizado y producido por Caracol Televisión. Es una adaptación propia de La Expedición Robinson, formato del que la misma cadena había emitido previamente dos temporadas.
Desde su primera edición estrenada en 2004, todos los años siguientes se  grababa y emitía una nueva entrega del programa, a excepción del 2020, cuando la pandemia de COVID-19 obligó al equipo a suspender la producción. Como dato adicional, la segunda temporada rodada en Cabo Tiburón alcanzó una posición entre los 20 programas más populares en la historia de la televisión privada colombiana.
Se han producido también algunas versiones en colaboración con cadenas extranjeras. En 2006, Caracol TV se asoció con el canal televisivo local de Miami, Gentv para realizar Desafío 2006. Por otra parte, la cadena Univisión realizó una adaptación dirigida al público latinoamericano de Estados Unidos, titulada Desafío: La Gran Batalla.
El 20 de julio de 2021 durante la transmisión del final de temporada de Desafío The Box, se anunció la renovación del programa para una décima octava edición titulada The Box 2, que se estrenó el 8 de marzo de 2022.

## El Programa

### Desafíos Territoriales
Son pruebas realizadas al inicio de cada semana donde los equipos compiten por el lugar en el que van a residir durante la semana. Tradicionalmente, los desafíos territoriales de tres equipos otorgan, según el orden de llegada: playa alta, playa media y playa baja (o sus equivalentes); en los desafíos territoriales de dos equipos se otorga playa alta al vencedor y playa baja al perdedor. En las ediciones 2013 y 2014, los desafíos territoriales de dos equipos otorgaban los equivalentes a "playa alta" y "playa media"; esto con el fin de seguir favoreciendo el intercambio cultural con las tribus cuyas aldeas correspondían a playa media. La edición 2012 no contaba con un equivalente a playa media y el desafío territorial otorgaba "playa alta" al equipo ganador y una de varias "playa baja" a los equipos perdedores con mayores o menores provisiones dependiendo del orden de llegada. Para las ediciones del 2021 en adelante las playas fueron descartadas debido a cuestiones de bioseguridad y los equipos son puestos en unas casas dentro de la "Cuidadela de las Cajas" por lo cuales los desafíos territoriales fueron descartados.
En la edición del 2005 hubo desafíos territoriales individuales en la etapa de fusión, en donde los participantes competían por permanecer en una de dos zonas de playa fusión: zona alta y zona baja.
Las ediciones con temática regional contaban con un desafío territorial entre los 5 o 6 equipos iniciales. El orden de llegada determinaba los equipos residirían en las playas, para los primeros equipos, y los que asistirían a otros territorios acondicionados sólo para esta etapa (planchones del destierro y cavernas del exilio), para los últimos equipos. El resultado de esta competencia también solía servir para definir los equipos que se enfrentarían entre sí en los desafíos de salvación regional. Durante la Versión The Box debido cuestiones de bioseguridad, los equipos se quedaban en unas casas designadas por el Programa dentro de la Ciudadela, lo que tiene distinto son los desafíos especiales que le quitaban beneficios como alimentos o servicios a los equipos que perdían.
Los territorios por lo que se competía eran los siguientes:
- Playa Alta: Es un lugar lleno de comodidades, con personal que atienda a los miembros del equipo, camas, duchas y comida. En el 2012 es llamada El Paraíso, en el 2013 es llamada Hotel Safari (Una casa campestre llena de lujos con piscina y mucha comida), en el 2014 fue llamada Hotel Riad, en el 2015 fue llamado Casa Azul y desde el año 2016 es llamada Playa Oro.
- Playa Media: Tiene apenas lo necesario para vivir. Hay ollas para que los participantes cocinen, hamacas bajo un techo de madera, cuchillos y herramientas para poder cazar cualquier cosa que pueda servir de alimento. En las ediciones del 2013, 2014 y 2015, playa media correspondía a pequeñas aldeas de las tribus Serer, tribus Bereber y un pueblo de Tamiles, respectivamente. A partir del 2016 fue denominada Playa Plata.
- Playa Baja: Es la playa otorgada al equipo perdedor del desafío territorial. El lugar para dormir suele ser una choza y a los participantes sólo se les entregan algunas herramientas para poder cazar y comer algo. En las ediciones del 2013, 2014 y 2015, playa baja correspondía a zonas completamente desérticas que fueron denominadas El Desierto, Gualú y Villenbour, respectivamente. A partir del 2016 fue denominada Playa Bronce.
- El Planchón del Destierro: Está ubicado en mar abierto, no tiene comida y donde los participantes duermen a la intemperie. Es usado sólo en la etapa de regiones. En la edición del 2009, con la llegada de nuevos equipos, comenzaron a utilizarse nuevos planchones:
  - Planchón Alto: Tiene una superficie de metal y madera sobre la cual recostarse.
  - Planchón Medio: Es en realidad la mitad de un planchón entero, eso hace que sea muy poco espacioso, posee un piso de metal y está separado del Planchón bajo por una malla.
  - Planchón Bajo: Está ubicado en la otra mitad del planchón con el piso semidestruido.
- Las Cavernas del Exilio: Estos lugares los utilizaron sólo en la edición del 2011 en reemplazo de los planchones por motivo de seguridad. Estas no contaban con comida y podían estar habitadas por murciélagos. Esta edición contó con las siguientes cavernas:
  - Caverna del Exilio Alta: Tenía un orificio por donde entraba luz. No había murciélagos.
  - Caverna del Exilio Media: Era totalmente cerrada. Durante el día no había murciélagos.
  - Caverna del Exilio Baja: Tenía un gran orificio en la parte superior. Los ocupantes tenían que convivir con insectos y murciélagos día y noche.
- Playa Fusión: Posee cualidades similares a las de playa media. Aquí son llevados los participantes cuando se fusionan en un único equipo cerca de la finalización del programa.
- Playa Desterrados: En la temporada de 2017, los primeros participantes eliminados fueron añadidos al equipo de los Desterrados, quienes tenían alimento y camas, junto con un entrenador llamado Osmín.

### Desafíos de Capitanes
Es una prueba adicional semanal en donde cada uno de los equipos envía un representante a competir. Dependiendo de la edición, el capitán ganador recibe inmunidad, un premio en efectivo, un premio para su equipo, una ventaja para su equipo en la siguiente prueba o la posibilidad de tomar decisiones que influyan en el siguiente juicio. En las primeras ediciones, el capitán que finalizara en último lugar obtenía un castigo para su equipo. También es común que se realicen desafíos de capitanes como transición entre la etapa inicial de equipos y la pre-fusión, con el fin de determinar qué equipos continúan y cuál se desintegra, además de brindar cierta ventaja al capitán ganador respecto a la conformación de su nuevo equipo.
El primer desafío de capitanes se realizó en la edición del 2004, aunque no se le llamó oficialmente de esta manera. Correspondía a una prueba realizada entre un representante de cada equipo, en donde el ganador definiría la conformación de los equipos en la pre-fusión. Diferente a como ocurrió en ediciones posteriores, no se decidía qué equipos continuarían, ya que el equipo de los retadores sería desintegrado por tener la menor cantidad de participantes.
En la edición del 2005, los capitanes correspondían a participantes de la edición anterior que compitieron en los mismos equipos. Estos se enfrentaron sucesivamente en la etapa inicial y la pre-fusión por premios y castigos para su equipo, además de un desafío para garantizar la permanencia de sus equipos y otro por un premio en efectivo. Durante la fusión, los desafíos de capitanes se llevaron a cabo entre los mismos participantes, enfrentando un competidor de cada una de las divisiones de playa fusión con el fin de obtener un premio en efectivo.
En la edición del 2006, los capitanes eran elegidos entre los participantes del equipo y competían por premios y castigos para su equipo. Adicionalmente, cada capitán ganaba el derecho a tener la vocería de su equipo antes de los juicios y el capitán del equipo que había ganado el desafío final tenía derecho a emitir un voto de eliminación que se sumaba al que daban los participantes del equipo que estaba siendo juzgado.
En la edición del 2007, los participantes de cada equipo debían competir entre ellos para obtener el cargo de capitán de su equipo durante la semana. El ganador del desafío de capitanes ganaba dinero en efectivo, inmunidad en caso de que su equipo fuera a juicio y una ventaja estratégica para las demás pruebas de la semana y el juicio. Las ventajas otorgadas fueron las siguientes: elegir un competidor de cada equipo que no puede participar en las demás pruebas de la semana, dar privilegio a participantes de otros equipos de emitir dos votos de eliminación, ganar unos minutos de tiempo para su equipo y un equipo rival en las siguientes pruebas, definir qué participantes de cada equipo rival no pueden recibir votos en el siguiente juicio, definir qué participantes de cada equipo rival votan en último lugar y eliminan un voto emitido por uno de sus compañeros, definir qué participantes de cada equipo rival no pueden recibir un voto de salvación, intercambiar dos participantes de los equipos rivales y la posibilidad de elegir entre alguno de los privilegios entregados en los desafíos de capitanes anteriores. El último desafío de capitanes se utilizó para definir los equipos que continuarían en la pre-fusión y dio la posibilidad al capitán ganador de elegir dos participantes de su equipo y dos participantes de equipos rivales para formar parte segura de su equipo en la siguiente etapa.
A partir de la edición del 2008, los capitanes son elegidos por decisión de los mismos participantes y el desafío de capitanes tiene un beneficio económico para el capitán ganador. En las ediciones de 2008, 2009, 2010 y 2011, el capitán podía optar por el premio en efectivo o un beneficio grupal. En las ediciones 2009 y 2010, el seleccionar el premio en efectivo implicaba que éste debía ser definido mediante una ruleta donde siempre existía la posibilidad de no ganar nada. En las ediciones de 2012, 2013 y 2014, el capitán ganador obtenía 20 millones de pesos representados en monedas del desafío que sólo podía hacer efectivas si llegaba a la etapa de fusión.
En las temporadas de 2016, 2017, 2018, 2021 2022 y 2023, los capitanes (elegidos por los integrantes de cada equipo) debían jugarse la permanencia del grupo durante la próxima etapa. Así, el capitán ganador se encargaba de distribuir a los integrantes del equipo cuyo capitán resultó perdedor.
En la edición de 2019, los capitanes competían por un beneficio monetario y un poder estratégico, que podía definir, a corto o largo plazo, el rumbo del juego.

### Desafíos de Salvación
Desafío de salvación: Es la competencia que define el equipo o participante que obtendrá inmunidad y ejercerá la labor de juez en el siguiente juicio. Durante la etapa de equipos y pre-fusión se juega entre equipos y pasa a ser un desafío individual en la etapa de fusión. En la segunda etapa de la edición del 2012, debido a que participan cuatro equipos, se denominaba “Gran desafío de salvación” y existía un desafío adicional que fue llamado “Desafío de salvación” que solo otorgaba inmunidad al equipo ganador. Durante la edición del 2014 no se realizaron juicios de eliminación, por lo que el desafío de salvación sólo otorgaba inmunidad hasta la siguiente competencia.
- Desafío final: Era una competencia que sólo brindaba inmunidad ante la siguiente eliminación. El equipo o participantes perdedores estaban obligados a asistir al siguiente juicio sin inmunidad o eran vulnerables a ser nominados a un desafío a muerte. Durante las primeras cuatro ediciones, se denominaba “Desafío final” a los desafíos de salvación individual que se realizaban en las etapas de pre-fusión y fusión. En las ediciones posteriores, el desafío final como competencia individual sólo se llevaba a cabo en la fusión.
- Desafío de salvación individual: Se comenzó a jugar de forma oficial a partir de la edición del 2008. Corresponde a una competencia entre los participantes de un equipo que deberá asistir a juicio de eliminación o someterse a un desafío a muerte, con el fin de otorgar inmunidad a uno de sus participantes. En algunas ediciones, el ganador obtenía, además de la inmunidad, el derecho a tener la vocería del equipo en el siguiente juicio, la posibilidad de tomar decisiones en el caso de empates en la votación o la responsabilidad de nominar a uno de sus compañeros al desafío a muerte.
- Desafío a muerte: Es una competencia entre dos participantes, en donde el que resulte perdedor será eliminado del desafío. Los participantes que compiten en estos desafíos son elegidos mediante nominación en juicios o por sus compañeros, al finalizar en último lugar en una competencia (2014) o deben participar por el hecho ser los únicos en no haber ganado inmunidad en las pruebas de la semana. Se han jugado desafíos a muerte en todas las ediciones. En las primeras ediciones (2004 - 2008) sólo se realizaban desafíos a muerte en la etapa final del juego, cuando sólo quedaban cinco o seis participantes en competencia. En la edición 2009, se realizaron desafíos a muerte a partir de la segunda eliminación en la etapa de fusión. A partir de la edición 2010, todas las eliminaciones llevadas a cabo requieren un desafío a muerte; siendo la única excepción, la etapa de equipos de la edición 2013. En la primera parte de las ediciones 2014 y 2015 se llevaron a cabo desafíos a muerte entre participantes de equipos diferentes. En la etapa de pre-fusión de la edición 2015 se llevaron a cabo desafíos a muerte entre tres participantes debido a la opción que tenían los participantes que estuvieron cerca de ser eliminados de tomar el "reto del peregrino"; antes de esto, la edición del 2011 había sido la única en llevar a cabo un desafío a muerte entre tres participantes, siendo superada en la edición del 2021 donde cuatro personas se enfrentaban para permanecer en la competencia durante la mayoría de los ciclos. El desafío a muerte tomó el lugar del Juicio en los últimos desafíos (2016 - act).
- Desafío de salvación regional: Son competencias llevadas a cabo durante las ediciones regionales (2008 - 2012, 2016 - 2019), con el fin de definir qué regiones pasarán a la etapa de equipos con todos sus participantes. La región que finalice en último lugar es eliminada del desafío y sólo puede dejar uno o dos de sus integrantes en representación para el resto de la edición. Los representantes de cada región eliminada son elegidos por sus compañeros (2008, 2009 y 2012) o por medio de competencia (2010, 2011 y 2016). En el año 2018, el representante que quedó del equipo eliminado, fue elegido por Osmín y debió permanecer en Playa Desterrados hasta que un participante se lesionara para regresar a la competición.
- Desafío de Sentencia: Es un tipo de competencia que se lleva a cabo a partir de la edición 2021, como alternativa de los desafíos de Salvación y Final, en esas competencias, el equipo ganador tiene la obligación de sentenciar a un hombre y a una mujer de otro equipo al desafío a muerte durante los primeros ciclos y a un solo participante en los ciclos posteriores. Además de sentenciar a un participante rival, cada desafío de sentencia tiene una importancia para cada ciclo:
  - Desafío de Hambre: En esta competencia, los equipos compiten para impedir que los alimentos sean quitados durante el ciclo, implica que tienen que soportar el no comer hasta el final del ciclo, en caso de que haya tres o más equipos, el segundo lugar tiene derecho a un tipo de alimento que solo pueden consumir ese tipo durante ese ciclo.
  - Desafío de Servicios: Esta competencia le otorga al equipo ganador el conservar todos los servicios públicos que hay en la casa durante el ciclo, si en esa competencia hay 3 o más equipos, el segundo lugar puede conservar un solo servicio público mientras que aquellos que están en los últimos puestos, pierden el uso de los servicios públicos.
  - Desafío de Bienestar: En esta competencia, los equipos compiten para mantener algunos objetos que son de bienestar, como son las camas, la piscina o el gimnasio durante el ciclo mientras que los equipos perdedores no pueden usar estos objetos de bienestar, si la competencia tiene 3 o más equipos, el segundo equipo en completar puede conversar uno de esos elementos de bienestar.
  - Desafío de Premio y Castigo: Esta competencia tiene un giro ya que el equipo ganador recibe un premio en una casa especial para los premios además de un incentivo monetario que se da según elección secreta la cual puede dar millones de pesos o nada al equipo ganador, mientras que el equipo que legue de último recibe un castigo que se vuelva más fuerte con el paso de cada ciclo.

### El Juicio
El juicio se emplea para definir el participante que debe abandonar el juego al final de cada ciclo de competencias o los participantes que deberán enfrentar el desafío a muerte. Por lo general, el equipo que gana el Desafío de Salvación asiste al juicio en calidad de jueces, mientras que el equipo que haya finalizado en último lugar en los desafíos de salvación asiste en calidad de juzgados. El equipo juzgado tendrá la responsabilidad de elegir al eliminado o sentenciado entre sus propios participantes y los jueces tendrán derecho a injerencia en dicha decisión.
En las primeras cuatro ediciones, el equipo o participante (durante la fusión) que asiste en calidad de juez tenía derecho a emitir un voto secreto de salvación sobre uno de los participantes del equipo juzgado, indicando que dicho participante no sería eliminado en caso de recibir la mayoría de votos. Dicho voto es revelado una vez se conocen todos los votos de eliminación. En caso de que el participante que recibe el voto de salvación haya tenido la mayoría de votos de eliminación, el participante eliminado será el siguiente con mayor cantidad de votos de eliminación. En caso de algún empate, el participante salvado será el que tendrá la responsabilidad de desempatar.
En el 2008 se empezó a implementar el veto y el voto sangriento. El equipo que asiste como juez esperará a que el equipo juzgado elija al participante a eliminar, mediante voto secreto, para tomar la decisión de respetar o vetar dicha decisión. Si la decisión es vetada, el equipo juzgado deberá realizar una nueva votación de eliminación, que ahora será mediante voto público, entre los demás participantes que no tengan inmunidad para definir la persona eliminada.
En la edición del 2009, cada juicio arrojaba dos sentenciados, uno mediante voto secreto y otro mediante voto público. El equipo que asiste como juez definirá cuál de los dos participantes sentenciados continuaría en competencia y cuál sería eliminado.
Durante la primera etapa de las ediciones del 2010 y 2011, el equipo juzgado utilizaba voto secreto para sentenciar a un participante a desafío a muerte y el equipo juez elegía al participante que sería su rival en dicha competencia. En la segunda etapa, los sentenciados eran seleccionados por el participante del equipo juzgado que ganaba el desafío de salvación individual y un emisario del equipo ganador del desafío de salvación.
En la edición del 2012, se utilizó nuevamente el voto de salvación por parte de los jueces. El equipo juzgado debía votar para definir a dos sentenciados a desafío a muerte (los dos participantes con mayor votación). En caso de que uno de estos participantes reciba el voto de salvación, otro participante deberá asistir al desafío a muerte en su reemplazo, y será escogido al ser el tercero con mayor votación o por decisión del capitán del equipo.
En la primera etapa de la edición del 2013, el juicio tendría el formato de las primeras ediciones, con la excepción de que el voto era público, los empates eran resueltos por el participante que tuviera inmunidad y el hecho de que los jueces emitían su voto de salvación desde la playa en la que residían sin realizar presencia en el juicio. A partir de la pre-fusión, los juicios pasaron a definir los participantes sentenciados a desafío a muerte, en lugar del eliminado directo, conservando el manejo de voto de salvación por parte de los jueces.
En las ediciones 2014 y 2015, se realizaba un juicio después de cada desafío de salvación y desafío final, dejando cada uno un participante sentenciado a desafío a muerte de equipos distintos. En la etapa de pre-fusión, los juicios definirían al primer sentenciado a desafío a muerte, mientras que el segundo sentenciado sería seleccionado mediante una competencia adicional o por decisión del primer sentenciado. En la etapa de fusión de la edición 2015 se realizaba un juicio para determinar el segundo sentenciado al desafío a muerte.
En la edición del 2016 los juicios se realizaban mediante voto público, seleccionando dos participantes amenazados para desafío a muerte.

### Ganador
Al final, cuando solo quedan dos competidores, estos viajan a Bogotá junto con todos los participantes de la temporada. Allí el público colombiano vota por ambos y quien obtenga mayor porcentaje será el ganador. En el Desafío 2008 se cambió ese sistema y fueron los demás participantes del desafío los que escogieron al ganador. A partir del Desafío 2009 se vuelve a implementar el antiguo método de elección. En todas las temporadas el ganador se llevaba $300.000.000, para el Desafío 2012 el ganador tendría $600.000.000 y a partir del Desafío 2013: África, el origen los premios en conjunto sobrepasaran los $600.000.000. Para las temporadas posteriores ha incrementado paulatinamente la suma del dinero ganado por cada reality hasta la actual que ya supera los mill millones de pesos.
A partir del Desafío 2016 la final se desarrolla en la ciudad de Bogotá, donde los finalistas compiten por convertirse en los ganadores de la temporada, con excepción del  Desafío 2018, donde el ganador se definió por votación del público.

## Equipo del programa
- Presentador(a)
- Anfitrión(a)
- Juez(a)
- Lider
- Presentador(a) Pre y Post
- Participante

| Nombre                              | Temporadas        | Temporadas        | Temporadas        | Temporadas        | Temporadas        | Temporadas        | Temporadas        | Temporadas        | Temporadas        | Temporadas        | Temporadas        | Temporadas        | Temporadas        | Temporadas        | Temporadas        | Temporadas        | Temporadas        | Temporadas        | Temporadas        | Temporadas        | Temporadas        |
| Nombre                              | 2004              | 2005              | 2006              | 2007              | 2008              | 2009              | 2010              | 2011              | 2012              | 2013              | 2014              | 2015              | 2016              | 2017              | 2018              | 2019              | 2021              | 2022              | 2023              | 2024              | 2025              |
| Presentadores(as)                   | Presentadores(as) | Presentadores(as) | Presentadores(as) | Presentadores(as) | Presentadores(as) | Presentadores(as) | Presentadores(as) | Presentadores(as) | Presentadores(as) | Presentadores(as) | Presentadores(as) | Presentadores(as) | Presentadores(as) | Presentadores(as) | Presentadores(as) | Presentadores(as) | Presentadores(as) | Presentadores(as) | Presentadores(as) | Presentadores(as) | Presentadores(as) |
| ----------------------------------- | ----------------- | ----------------- | ----------------- | ----------------- | ----------------- | ----------------- | ----------------- | ----------------- | ----------------- | ----------------- | ----------------- | ----------------- | ----------------- | ----------------- | ----------------- | ----------------- | ----------------- | ----------------- | ----------------- | ----------------- | ----------------- |
| Margarita Rosa de Francisco         |                   |                   |                   |                   |                   |                   |                   |                   |                   |                   |                   |                   |                   |                   |                   |                   |                   |                   |                   |                   |                   |
| Victor Mallarino                    |                   |                   |                   |                   |                   |                   |                   |                   |                   |                   |                   |                   |                   |                   |                   |                   |                   |                   |                   |                   |                   |
| Juan Pablo Llano                    |                   |                   |                   |                   |                   |                   |                   |                   |                   |                   |                   |                   |                   |                   |                   |                   |                   |                   |                   |                   |                   |
| Lina Marulanda                      |                   |                   |                   |                   |                   |                   |                   |                   |                   |                   |                   |                   |                   |                   |                   |                   |                   |                   |                   |                   |                   |
| Taliana Vargas                      |                   |                   |                   |                   |                   |                   |                   |                   |                   |                   |                   |                   |                   |                   |                   |                   |                   |                   |                   |                   |                   |
| Toya Montoya                        |                   |                   |                   |                   |                   |                   |                   |                   |                   |                   |                   |                   |                   |                   |                   |                   |                   |                   |                   |                   |                   |
| Juan Ignacio Velásquez              |                   |                   |                   |                   |                   |                   |                   |                   |                   |                   |                   |                   |                   |                   |                   |                   |                   |                   |                   |                   |                   |
| Catalina Aristizábal                |                   |                   |                   |                   |                   |                   |                   |                   |                   |                   |                   |                   |                   |                   |                   |                   |                   |                   |                   |                   |                   |
| Andrea Serna                        |                   |                   |                   |                   |                   |                   |                   |                   |                   |                   |                   |                   |                   |                   |                   |                   |                   |                   |                   |                   |                   |
| Anfitriones(as)                     |                   |                   |                   |                   |                   |                   |                   |                   |                   |                   |                   |                   |                   |                   |                   |                   |                   |                   |                   |                   |                   |
| Melina Ramírez                      |                   |                   |                   |                   |                   |                   |                   |                   |                   |                   |                   |                   |                   |                   |                   |                   |                   |                   |                   |                   |                   |
| Camila Avella                       |                   |                   |                   |                   |                   |                   |                   |                   |                   |                   |                   |                   |                   |                   |                   |                   |                   |                   |                   |                   |                   |
| Daniella Álvarez                    |                   |                   |                   |                   |                   |                   |                   |                   |                   |                   |                   |                   |                   |                   |                   |                   |                   |                   |                   |                   |                   |
| Gabriela Tafur                      |                   |                   |                   |                   |                   |                   |                   |                   |                   |                   |                   |                   |                   |                   |                   |                   |                   |                   |                   |                   |                   |
| María Fernanda Aristizábal          |                   |                   |                   |                   |                   |                   |                   |                   |                   |                   |                   |                   |                   |                   |                   |                   |                   |                   |                   |                   |                   |
| Jueces(as) y líderes                |                   |                   |                   |                   |                   |                   |                   |                   |                   |                   |                   |                   |                   |                   |                   |                   |                   |                   |                   |                   |                   |
| Sebastián Martino                   |                   |                   |                   |                   |                   |                   |                   |                   |                   |                   |                   |                   |                   |                   |                   |                   |                   |                   |                   |                   |                   |
| Osmín Hernández                     |                   |                   |                   |                   |                   |                   |                   |                   |                   |                   |                   |                   |                   | [ 29 ]            | [ 29 ]            |                   |                   |                   |                   |                   |                   |
| Copresentador(a) (Pre y Post-galas) |                   |                   |                   |                   |                   |                   |                   |                   |                   |                   |                   |                   |                   |                   |                   |                   |                   |                   |                   |                   |                   |
| Esteban Hernández                   |                   |                   |                   |                   |                   |                   |                   |                   |                   |                   |                   |                   |                   |                   |                   |                   |                   |                   |                   |                   |                   |
| Kelly Ríos "Guajira"                |                   |                   |                   |                   |                   |                   |                   |                   |                   |                   |                   |                   |                   |                   |                   |                   |                   |                   |                   |                   |                   |

## Temporadas

### Expedición Robinson
La versión colombiana de Expedición Robinson comenzó en 2001, en la cadena Caracol Televisión. El programa tuvo dos temporadas y su presentadora oficial fue Margarita Rosa de Francisco, quien posteriormente comenzó a animar el reality Desafío.

### El Desafío

#### Desafío 20-04: La aventura
En el año 2004, Caracol Televisión produjo la primera temporada del reality show Desafío, la cual contó con la participación de tres equipos en competencia: Celebridades, conformado por personas famosas en Colombia; Sobrevivientes, integrado por antiguos participantes de las dos versiones de Expedición Robinson; y Retadores, compuesto por personas elegidas en casting.
Su audiencia promedio fue de 35.8 (índice en hogares) y 14.7 (índice en personas).
- Equipos

| Celebridades                | Sobrevivientes          | Retadores         |
| --------------------------- | ----------------------- | ----------------- |
| Paula Andrea Betancourt     | Rafael Barrera          | Paula Domínguez   |
| Isabella Santodomingo       | Mónica Londoño          | Francisco Escobar |
| Carlos "El Pibe" Valderrama | Luisa Fernanda Bejarano | Mario Espitia     |
| Juan Carlos Vargas          | Marlon Restrepo         | Leidy Farith Polo |
| Patricia Castañeda          | Iván Darío Correa       | Elsa Velásquez    |
| Juan David Posada           | Juliana Posso           | Santiago Zuleta   |

- Ganador del Desafío: Paula Andrea Betancourt (Celebridades)[32]
- Dirección General: Pablo Garro

#### Desafío 20-05: Cabo Tiburón, Colombia
La segunda versión del programa, titulada Desafío 20-05: Cabo Tiburón, Colombia, fue emitida por el Canal Caracol en 2005, luego del éxito que resultó ser la primera temporada. Aunque comparte características similares con Survivor, como el hecho de que la competencia se desarrolla en sitios cerca al mar, no son formatos iguales. Debido a esto, las potenciales demandas por derechos de autor nunca fueron llevadas a cabo. 
- Equipos

| Celebridades        | Sobrevivientes        | Retadores               |
| ------------------- | --------------------- | ----------------------- |
| Faustino Asprilla   | Paula Domínguez       | Vanessa Cañizales       |
| Luigi Aycardi       | Jean Pierre Mandonnet | Mario Alberto Caparroso |
| Héctor Buitrago     | Cristóbal Echavarría  | Álvaro Mesa             |
| Catalina Acosta     | Pedro Luis Falla      | Mauricio Ochoa          |
| Tatiana de los Ríos | Catalina Jaimes       | María Victoria Ramírez  |
| Carolina Sabino     | Carolina Lizcano      | Catalina Tarud          |
| Capitanes           |                       |                         |
| Juan David Posada   | Iván Darío Correa     | Santiago Zuleta         |

- Ganador del Desafío: Tatiana de los Ríos (Celebridades)[33]
- Dirección General: Pablo Garro

#### Desafío 20-06: La guerra de los estratos
En el Desafío 20-06: La guerra de los estratos se hizo un cambio significativo con respecto a las dos primeras versiones, puesto que los participantes no eran escogidos de la misma manera. En esta oportunidad, todos los concursantes fueron elegidos mediante un casting, que se basó en su estrato social. De esta forma, los Privilegiados eran los de clase alta, los Rebuscadores, de clase media y los Llevados, de clase baja.
Esta temporada no gozó del mismo éxito de sus predecesoras debido a la mala racha en audiencia que por ese año atravesaba el Canal Caracol. El rating promedio fue de 27.1 (índice de audiencia hogares) y 10.9 (índice de audiencia personas).
- Equipos

| Privilegiados       | Rebuscadores           | Llevados               |
| ------------------- | ---------------------- | ---------------------- |
| Carolina Ángel      | Angélica Aristizábal   | Diana Maya             |
| Gloria García       | Eileen Moreno          | Tatiana Rueda          |
| Catherin Salazar    | Mayerly Vásquez        | Levia Peralta          |
| Alfredo Varela      | Gabriel Fernando Marín | Juan Carlos Camero     |
| Juan Guillermo Zea  | Diego Agudelo          | Jorge Eliécer Pinto    |
| Juan Miguel Camacho | Jorge Alberto Peláez   | Manuel Horacio Velasco |

- Ganador del Desafío: Alfredo Varela (Privilegiados)[34]
- Dirección General: Pablo Garro

#### Desafío 20-07: La guerra de las generaciones
La versión Desafío 20-07: La guerra de las generaciones fue emitida desde el 4 de febrero del 2007 hasta el 1 de julio del mismo año. La mecánica se centra en la supervivencia de 24 participantes en Bocas del Toro, Panamá, divididos en 3 equipos de 8 personas. Los grupos fueron conformados de acuerdo a la edad o generación de los concursantes, por lo tanto hubo un equipo de Pelados (18-25 años), uno de Cuchachos (26-38 años) y, finalmente, uno de Catanos (39-49 años).
Debido a sus bajos índices de audiencia, se convirtió en la edición menos vista de este reality. El rating promedio que marcó fue de 22.2 (índice de audiencia hogares) y 8.6 (índice de audiencia personas).
- Equipos

| Catanos          | Cuchachos                  | Pelados                 |
| ---------------- | -------------------------- | ----------------------- |
| Alexandra Díaz   | Carlos Díazgranados        | Camilo Vega             |
| Betty Rosales    | Edgar Jaimes "Cachirulo"   | Cindy González          |
| Johanna Cote     | Fernely Guerrero           | Fabio Lesmes "Nelson"   |
| John Dossman     | Jair Romero                | Harold Martínez         |
| Jorge Paz        | Janeth Valencia "Marialba" | Isabel Solís "Isa"      |
| Luis Arias       | Laura Puerta               | John Jairo Córdoba "JJ" |
| Sandra Azuero    | Margot Álvarez             | Nina Osswald            |
| Víctor Benavides | Sandra Bermúdez            | Sharon Durán            |

- Ganador del Desafío: Isabel Solís Montoya (Pelados)[35]
- Dirección General: Pablo Garro

#### Desafío 2008: La lucha de las regiones
En el Desafío 2008: La lucha de las regiones, se escogieron 5 equipos en vez de los típicos 3. Los participantes fueron elegidos de acuerdo a su región de procedencia.
Dos de los grupos, Paisas  y Santandereanos, fueron casi completamente eliminados en la primera etapa, quedando 2 integrantes del equipo Paisa, y tan sólo uno del equipo Santandereano. Irónicamente, fueron un paisa y un santandereano los que llegaron a la gran final.
Su rating promedio fue de 31.3 (índice de audiencia hogares) y 12.9 (índice de audiencia personas).
- Equipos

| Cachacos            | Costeños           | Paisas              | Santandereanos       | Vallecaucanos       |
| ------------------- | ------------------ | ------------------- | -------------------- | ------------------- |
| Sonia Vanegas       | Gustavo Fuentes    | Lina María Ramírez  | Ángela María Pelucha | Clara María Cruz    |
| Mauricio González   | Brígida Gutiérrez  | Sergio Salazar      | Sergio Serrano       | Diego Landaeta      |
| María Julieth Ávila | Juan José Sierra   | María Teresa Botero | Valentina Laino      | Gustavo González    |
| Jorge Iván Giraldo  | Stephanie Carrillo | Juan Pablo Londoño  | Pedro José Orduz     | Halem Castillo      |
| Carolina Trujillo   | Myriam Brant       | Eliana María Zapata | María Paola Ojeda    | Katherine Arango    |
| Andrés Alarcón      | Klein Contreras    | Efraín Rendón       | Mario Andrés Barrios | María Isabel Franco |

- Ganador del Desafío: Juan Pablo Londoño (Paisas)[36]

#### Desafío 2009: La lucha de las regiones, la revancha
Esta temporada, llamada Desafío 2009: La lucha de las regiones, la revancha, comenzó emisiones el 30 de agosto de 2009, y fue coproducida por Caracol Televisión y BE-TV. El formato es similar a la versión anterior, con la diferencia de que se escogieron 6 equipos: Cachacos, Costeños, Paisas, Santandereanos, Vallunos y el nuevo grupo de Emigrantes, conformado por colombianos residentes en el exterior.
Tres de los equipos, Paisas, Santandereanos y Vallecaucanos, fueron casi completamente eliminados en la primera etapa, quedando sólo un integrante de cada uno. Éstos fueron repartidos entre los tres equipos restantes.
Su audiencia promedio fue de 33.3 (índice de audiencia hogares) y 13.5 (índice de audiencia personas).
- Equipos

| Cachacos                | Costeños               | Emigrantes                | Paisas                   | Santandereanos         | Vallecaucanos          |
| ----------------------- | ---------------------- | ------------------------- | ------------------------ | ---------------------- | ---------------------- |
| Arlex Eduardo Ávila     | John Jairo Larios      | José Jesús Henao          | Jennifer Morales         | María Fernanda Ardila  | Dayana Inchaurregui    |
| Andrés Gaitán Herrera   | Carlos Adolfo Ponnefz  | Ludwig Harold Monoga      | Astrid Elena Velásquez   | Silvia Juliana Ordóñez | Paola Andrea Rodríguez |
| Hebert Fabián Guzmán    | Jonathan Mulford       | Didier de Jesús Castañeda | Julie Osorio             | Maryluz López          | Karen Alegría          |
| Aydeé Patricia Galvis   | Marie Cristine Echávez | Jhovanna Ramírez          | José Luis Uribe          | Hugo Álvarez           | Carlos Durán           |
| Sofía Blanchet          | Anaís Gutiérrez        | María Claudia Rubio       | Miguel Ángel Urrea       | John Jairo Agudelo     | Ronalth Mejía          |
| Shirley Lorena Bermúdez | Stephanie Coymat       | Sandra Mendivelso         | Farid Laverde "Paisaman" | Luis Alberto Rangel    | Bladimir Plazas        |

- Ganador del Desafío: Didier de Jesús Castañeda (Emigrantes)[37]

#### Desafío 2010: La lucha de las regiones, el brazalete dorado
Se había planeado que esta versión del Desafío se llamaría Desafío: Duelo de Titanes 2010; sin embargo, este título quedó descartado y se volvió a recurrir a La lucha de las regiones, nombre que se venía usando desde la quinta temporada. Finalmente, se denominó La lucha de las regiones: El brazalete dorado. Las audiciones oficiales fueron confirmadas para el 27 de marzo de 2010, y el programa fue estrenado el domingo 16 de mayo del mismo año.
En esta edición, cada región contó con seis participantes. La competencia comenzó con la desintegración de cuatro equipos en la primera etapa. Los representantes de estas regiones que seguirían en el Desafío fueron escogidos mediante una competencia individual. Dichos participantes formaron el grupo de los Sobrevivientes y se enfrentaron en las pruebas a los dos equipos restantes.
Su audiencia promedio fue de 33.5 (índice de audiencia hogares) y 13.6 (índice de audiencia personas).
| Cachacos                | Costeños                 | Emigrantes              | Paisas                  | Santandereanos      | Vallecaucanos             |
| ----------------------- | ------------------------ | ----------------------- | ----------------------- | ------------------- | ------------------------- |
| Juliana Páez            | Angélica María Duque     | Andrea Navarrete        | Akemi Nakamura          | Andrea Correa       | Carlos Fernando Asprilla  |
| Karen Jiménez           | Bony Lim Rodríguez       | Elizabeth Cardona       | Carolina Jaramillo      | Eider Guerrero      | Catalina Obando           |
| Manuel Revilla          | Emerson Eloy Vásquez     | Gina Daza               | Leonardo Flóres         | Eliana Ardila       | Christian Camilo Valencia |
| Óscar Mahecha           | Jonathan Cure Simonds    | Luis Felipe Vélez       | Daniel Alejandro Cortés | Gabriel Vargas      | Dayana Martínez           |
| Sandra Bravo            | Martha Maturana          | Marco Antonio Hernández | Luis Alfredo Rueda      | Temístocles Savelli | John Jairo Escobar        |
| Tymothy Michael Janssen | Silvio José Carrasquilla | William Vargas          | Natalia Rueda           | Yoanglee Espinel    | Martha Isabel Cifuentes   |

- Ganador del brazalete dorado: Jonathan Cure Simonds (Costeños)[40]
- Ganador del Desafío: Eider Guerrero (Santandereanos / Sobrevivientes)[41][42]

#### Desafío 2011: La lucha de las regiones, la piedra sagrada
El Desafío 2011: La lucha de las regiones, la piedra sagrada fue nuevamente coproducido por Caracol Televisión y BE-TV, y transmitido por primera vez el 27 de marzo de 2011. Esta edición contó con tres presentadores en lugar de dos, como era habitual.
El equipo de los Emigrantes no estuvo en esta temporada, pues fue sustituido por el grupo de los Retadores, conformado por participantes provenientes de regiones diferentes a las cinco habituales. Adicionalmente, fueron convocados cinco participantes de versiones anteriores, uno por cada una de las regiones tradicionales del Desafío, que compitieron por los únicos tres cupos disponibles para ellos en la segunda fase.
- Equipos

| Cachacos            | Costeños                 | Paisas                    | Santandereanos      | Vallecaucanos        | Retadores                 |
| ------------------- | ------------------------ | ------------------------- | ------------------- | -------------------- | ------------------------- |
| Lorena Ángel        | Stibens Julio            | Óscar "El Loco" Muñoz     | Mariam Rueda        | David González       | Roland Bryan Edén         |
| Andrés Felipe Nieto | Ricardo Salazar          | Daniel Tirado López       | René Díaz           | Priscila Ordóñez     | Diego "El Burrito" Díaz ✟ |
| Ilona Visser        | Jenny Liseth Machado     | Luis Fernando Cardona     | Uber Garzón         | Samuel Navarro       | Ceidy Lorena Gaitán       |
| Jonathan Posada     | Héctor Manuel Osorio     | Tatiana Cristina Arango   | Gilberto Rodríguez  | Nathalie Solís       | Hanny Marcela Mendoza     |
| Yorlady Moreno León | Heidi Páez               | Nalú Sol del Mar Guerrero | Kelly Andrea Cadena | Jader Alexis Arizala | Martha Bonilla            |
| Freddy Escobar      | Mónica Aguirre           | Deicy Yamile Cárdenas     | Mónica Mantilla     | Darly Triviño        | Carlos Mauricio Morales   |
|                     |                          |                           |                     |                      |                           |
| Arlex Eduardo Ávila | Klein de Jesús Contreras | Farid Laverde "Paisaman"  | Juan Carlos Camero  | Halem Castillo       |                           |

- Ganador de la piedra sagrada: Carlos Mauricio Morales (Retadores)[44]
- Ganador del Desafío: Carlos Mauricio Morales (Retadores)[44]

#### Desafío 2012: El fin del mundo
Esta versión del reality, titulada El fin del mundo, tuvo cambios bastante significativos en comparación a sus antecesoras. Entre ellos, la desaparición de las tres playas usuales (Alta, Media y Baja) para darle lugar al Paraíso, una casa con grandes lujos, y el Infierno, un lugar lleno de adversidades y escasez.
El gran premio no fue de COL$ 300 000 000, sino de más de COL$ 800 000 000, de los cuales $600 000 000 fueron para el ganador. El monto restante se repartió entre capitanías, juegos a lo largo del programa y las denominadas "monedas del fin del mundo".
La presentadora oficial fue Margarita Rosa de Francisco. En esta oportunidad, fueron cuatro los equipos que compitieron a partir de la segunda fase, caracterizados por los colores azul, amarillo, naranja y negro. A cada uno de los sobrevivientes (concursantes cuyas regiones fueron eliminadas en la primera fase) les fue entregada una pañoleta para la cabeza de color negra, que simbolizaba el surgimiento del grupo de Sobrevivientes.
Su audiencia promedio fue de 34.3 de (índice de audiencia hogares) y 14.0 (índice de audiencia personas).
- Equipos

| Antioqueños             | Cachacos                    | Cafeteros               | Costeños                 | Santandereanos          | Vallecaucanos          |
| ----------------------- | --------------------------- | ----------------------- | ------------------------ | ----------------------- | ---------------------- |
| Sergio Alejandro Arango | Mauricio Iragorry           | Aníbal Alberto Morales  | Rosa Paola Caiafa        | Mario Lora              | Mauricio Borrero       |
| Diego Alejandro Alarcón | Roland Villegas             | Carlos Ancízar Quintero | Sandra Victoria Mendoza  | Jesús Francisco Corzo   | Carlos Eduardo Mejía   |
| Jennifer Alexa Caicedo  | Julián David Agudelo        | Luz Alba Sánchez        | Pierine Yolieh Peñaranda | Carolina Lemus Angarita | Ruby Alejandra Murillo |
| Maximiliano Valderrama  | Jenny Leidy Moreno "Perla"  | John Alexander Jiménez  | Robinson de Jesús Pérez  | Isamar Daza Cáceres     | Andrés Felipe Zúñiga   |
| Catalina Londoño        | Adriana Vargas              | Vanessa Posada          | Dawis Martínez           | Édinson Fernando Muñoz  | Luz Ebeliz Landázuri   |
| Ana María Correa        | Sandra Milena Rojas "Sammy" | Katherine Gómez         | Martín Suárez            | Silvia Vanessa Becerra  | Catalina Nichols       |

- Ganador del fin del mundo: Sergio Alejandro Arango "Checho" (Antioqueños / Sobrevivientes)[45]
- Ganador del Desafío: Jenny Leidy Moreno Arévalo "Perla" (Cachacos)[46]
- Dirección General: Pablo Garro

#### Desafío 2013: África, el origen
Llegó el año 2013 y, con él, una nueva temporada del Desafío denominada África, el origen, en el que se dio un descanso a la temática de las regiones para retomar la mecánica de las dos temporadas originales.
Con la presentación oficial de Margarita Rosa de Francisco, esta versión tuvo los siguientes equipos en competencia: Celebridades, Sobrevivientes y Retadores.
Su audiencia promedio de 32.3 (índice de audiencia hogares) y 13.1 (índice de audiencia personas).
- Equipos

| Celebridades       | Sobrevivientes         | Retadores              |
| ------------------ | ---------------------- | ---------------------- |
| María Luisa Calle  | Martín Suárez          | Elizabeth Loaiza       |
| Claudia Moreno     | Daniel Cortés          | Alejandro Herrera      |
| Mónica Rodríguez   | Stephanie Carrillo     | Cindy Jiménez          |
| Fabián Mendoza     | Silvia Vanessa Becerra | Jaime Andrés Espinal   |
| Hassam Gómez       | Fabián Guzmán          | Jonathan Aarón Hurtado |
| Gregorio Pernía    | Carolina Jaramillo     | Julián Alberto Arias   |
| Juan David Agudelo | Halem Castillo         | Lina María Quintero    |

- Ganador del Desafío: Carolina Jaramillo (Sobrevivientes)[47]

#### Desafío 2014: Marruecos, las mil y una noches
Durante el episodio final de la edición anterior, la presentadora Margarita Rosa de Francisco confirmó que la siguiente temporada del reality se realizaría en Marruecos con el nombre de Las mil y una noches. En esta ocasión, se continuó utilizando el formato tradicional de Celebridades, Sobrevivientes y Retadores.
- Equipos

| Celebridades           | Sobrevivientes              | Retadores                    |
| ---------------------- | --------------------------- | ---------------------------- |
| David "Jeringa" García | Rosa Caiafa                 | Betsy Tobar                  |
| Adrián Lara            | Elizabeth Loaiza            | Carlos "Mancancan" Hernández |
| Daniella Donado        | Sandra Milena Rojas "Sammy" | David Henao                  |
| Mauricio Mejía         | Ronald Villegas             | Manuela Vásquez              |
| Daniela Tapia          | Óscar "El Loco" Muñoz       | George Monti                 |
| Sebastián Caicedo      | Carlos Díasgranados         | Diana "Nana" Peña            |
| Martha Isabel Bolaños  | Jorge Iván "Mono" Giraldo   | Wilder Zapata                |

- Gran Desafiante: Sebastián Caicedo (Celebridades)
- Ganador del Desafío: Wilder Zapata (Retadores)[48]

#### Desafío 2015: India. la reencarnación
Esta temporada del Desafío contó con 24 concursantes de versiones anteriores, que llegaron a India en busca de "la reencarnación", donde tuvieron una segunda oportunidad. La distribución de los equipos se realizó a partir de la selección de tres capitanes. Fue la primera versión del reality en la que los equipos no se organizaron a partir de un criterio diferenciador de sus participantes.
- Equipos

| Tigres                     | Elefantes                       | Cocodrilos                    |
| -------------------------- | ------------------------------- | ----------------------------- |
| Akemi Nakamura (2010)      | Juan David Posada (2004 y 2005) | Faustino Asprilla (2005)      |
| George Monti (2014)        | Marie Cristine Echávez (2009)   | Pierine Peñaranda (2012)      |
| Alejandro Herrera (2013)   | Maryluz López Mantilla (2009)   | Jonathan Aaron Hurtado (2013) |
| Tatiana Rueda (2006)       | Hanny Mendoza (2011)            | Jonathan Cure Simonds (2010)  |
| Vanessa Posada (2012)      | Hassam Gómez (2013)             | Carolina Trujillo (2008)      |
| Tatiana De los Ríos (2005) | Marlon Restrepo (2001 y 2004)   | Dawis Martínez (2012)         |
| Julián Arias (2013)        | Paula Andrea Betancourt (2004)  | Tatiana Arango (2011)         |
| Daniel Tirado (2011)       | Rolando Patarroyo (2001)        | Cindy Martínez (2013)         |

- Gran Desafiante: Maryluz López (Elefantes)
- Ganador del Desafío: Vanessa Posada (Tigres)[50]

#### Desafío 2016: Súper Humanos, Súper Regiones
A esta versión se le otorgó el nombre Desafío 2016: Súper Humanos, Súper Regiones, marcando el regreso de las regiones Antioqueños, Cachacos, Cafeteros, Costeños, Santandereanos y Vallecaucanos. La competencia tuvo lugar en Trinidad y Tobago, donde 42 deportistas de diferentes disciplinas lucharon por convertirse en el ganador del Desafío, que en esta oportunidad retó física y emocionalmente a los participantes. Los territorios cambiaron de nombre por Playa Oro, Playa Plata y Playa Bronce.
- Equipos

| Antioqueños               | Cachacos                     | Cafeteros             | Costeños                        | Santandereanos            | Vallecaucanos              |
| ------------------------- | ---------------------------- | --------------------- | ------------------------------- | ------------------------- | -------------------------- |
| María Clara Ceballos      | Karoline Rodríguez           | Tomás Mejía Marulanda | Ángel Jesús Arregoces           | Juan Carlos Arango        | Angélik Hernández          |
| Augusto "Tin" Castro      | Eduar Salas "Ninja"          | Esmeralda Amézquita   | Karmen Mestre                   | Leonardo Quintero         | Gustavo Molina "Makina"    |
| Paola Usme                | Jeysson Monroy               | Guillola González     | Karen Bray                      | María Fernanda Bylander   | Leandro Cambindo           |
| Sebastián "Tian" Buitrago | Julián Duarte                | Alejandro Ortiz       | Kevin Vega                      | Valentina Villamizar      | Marcela Peña Salas "Cheli" |
| Daniel Vanegas            | Milena Salcedo               | Carlos Andica         | Juan Carlos Fuente "El Guajiro" | Virgilio Elehazar Galeano | José Miguel Cambindo       |
| Johanna Vargas            | Angie Hernández "Japón"      | Paula Andrea Restrepo | Mar Ballestas                   | Johanna Orozco            | Leidy Orozco               |
| Álvaro "El Mono" Vallejo  | Miguel Ángel Sierra "Lemure" | Helver Emir Hernández | Christian Rafael Maestre        | Jonathan Lozano           | Edinson Angulo "Shang"     |

- Súper Humano: Augusto "Tin" Castro (Antioqueños)
- Ganador del Desafío: Ángel Jesús Arregoces (Costeños)[52]

#### Desafío 2017: Súper Humanos, Cap Cana
La decimocuarta versión tomó el nombre Desafío 2017: Súper Humanos, Cap Cana, y concursaron las regiones de Antioqueños, Cachacos, Cafeteros, Costeños, Vallecaucanos y Santandereanos. La competencia tuvo lugar en República Dominicana, donde 36 participantes lucharon por convertirse en el ganador del Desafío. Un séptimo grupo fue formado en el primer episodio con cinco participantes expulsados de otros equipos después de la primera prueba; este equipo fue denominado «Los Desterrados» y liderado por Osmín Hernández, un entrenador cubano de celebridades también conocido como el “Psychotrainer”.
- Equipos

| Antioqueños           | Cachacos                | Cafeteros            | Costeños                        | Santandereanos   | Vallecaucanos              | Desterrados          |
| --------------------- | ----------------------- | -------------------- | ------------------------------- | ---------------- | -------------------------- | -------------------- |
| Esteban Bernal "Tebi" | Victoria Sierra         | Luis Giraldo "Lucho" | Dina Vergara                    | Fabio Carreño    | Alejandra Cañizares        | Tatiana Ussa Girardi |
| Mateo Carvajal        | Leidy Martínez          | Camila López         | Luz Elena Echeverría "Lucecita" | Andrea Fernández | Óscar López                | Dúmar Roa            |
| Valentina Ortiz       | Camila Celemín          | Yeni Arias           | Ricardo Álvarez "Ricki"         | José Vargas      | Jhon Jairo Mosquera "Gago" | Francisco Zuluaga    |
| Juliana Jaramillo     | Daniel Méndez           | Héctor Murillo       | Alejandro Abomohor "Pitbull"    | Tatiana Cabeza   | Juan Olarte "El Loco"      | Edith Rocío Ortega   |
| Fausto Murillo        | Jhonnatan Bulla "Tatán" | Daniela Cardona      | Tatiana Ángel                   | Frank Sáenz      | Nátali Gómez               | Javier Argel "Galo"  |
| Luisa Hernández       |                         |                      |                                 |                  |                            |                      |

- Súper Humano: Luis Giraldo "Lucho" (Cafeteros)
- Ganador del Desafío: Mateo Carvajal (Antioqueños)[56]

#### Desafío 2018: Súper Humanos, XV Años
A esta versión se le asignó el nombre Desafío 2018: Súper Humanos, XV Años, con los equipos de Cachacos, Cafeteros, Antioqueños, Costeños, Vallecaucanos y Santandereanos. La competencia tuvo lugar en República Dominicana, donde 36 participantes se midieron a diferentes tipos de pruebas para convertirse en el ganador de la edición número 15 del Desafío. Adicionalmente, fueron ingresados al juego 6 desafiantes de las dos temporadas anteriores, uno por cada región, para conformar el equipo de los Súper Humanos.
- Equipos

| Antioqueños              | Cachacos             | Cafeteros               | Costeños                 | Santandereanos           | Vallecaucanos              | Súper Humanos      |
| ------------------------ | -------------------- | ----------------------- | ------------------------ | ------------------------ | -------------------------- | ------------------ |
| Diego Posada             | Marisol Chaparro     | Mauricio Giraldo        | Óscar Muñoz "Olímpico"   | Paola García             | Ricardo Montaño            | Camila López       |
| David Trujillo           | Witsmar Lucumí       | Santiago Guarín         | María Fernanda Aguilar † | Paola Santos "La Santos" | Belmer Ospina "Be"         | Mateo Carvajal     |
| Laura Restrepo           | Laura Sin            | Víctor Bobadilla "Rojo" | Mike Wilches             | Yaniz Valencia           | Yeison López "Gokú"        | Ángel Arregoces    |
| Jonathan Betancur "Beta" | Marcela Rozo "Marce" | Manuela Arango          | Sunny Doria "Mulata"     | Alexis Cuero             | Daniela Lozano "La Crespa" | Karoline Rodríguez |
| Valeria Duque            | Shadi Harb           | Laura Suárez            | María Cristina Vergara   | Rodney Camargo           | Mónica Henao               | Óscar López        |
| Shirley Atehortúa        | David Bedoya "Gato"  | Violeta Struvay         | Kevin Fuentes "Pantera"  | Fabián Gómez             | Karen Cano                 | Andrea Fernández   |

- Ganador del Desafío: Óscar Muñoz "Olímpico" (Costeños)[59]

#### Desafío 2019: Súper Regiones
Esta edición tuvo por nombre Desafío 2019: Súper Regiones, y contó de nuevo con las regiones tradicionales de Antioqueños, Cachacos, Cafeteros, Costeños, Santandereanos y Vallecaucanos, junto a los grupos Amazónicos, Llaneros, Pastusos y Tolima Grande, que marcaron su debut como regiones en el Desafío. Cada equipo contó con 4 participantes, para un total de 40. Además, por primera vez en la historia del reality; el premio fue repartido grupalmente y no individual, como era costumbre.
- Equipos

| Amazónicos                   | Antioqueños                      | Cachacos               | Cafeteros                 | Costeños                      |
| ---------------------------- | -------------------------------- | ---------------------- | ------------------------- | ----------------------------- |
| Lizeth Mendieta Villanueva   | Verónica Zuluaga                 | Lina Franco            | Ángela Lopera             | Brynnis Joissy López Olivella |
| Diana Gil Bora               | María Camila Cartagena           | Diana Másmela          | Tatiana Rincón            | Lairén Bernier                |
| Clever Alejandro Vargas      | Daniel "Danni" Velasquez Zuluaga | David Franco           | Kevin Cárdenas            | Jerry Karth                   |
| Fee Wee Suárez               | Juan Fernando Moncada Madrid     | Alejandro Gómez Mapaná | Didier Mauricio Sepúlveda | Elkin "Reikin" Herrera Bello  |
| Llaneros                     | Pastusos                         | Santandereanos         | Tolima Grande             | Vallecaucanos                 |
| Maira Alexandra Muñoz        | Karla Maya                       | Katherine González     | Natalia Vargas            | Juliana Ocampo                |
| Diana Carolina Camacho Tafur | Andrea Tatiana Morales           | Daniela Arias          | Viviana Rodríguez         | Yenny Álvarez                 |
| Santiago Rodríguez           | Juan David Dueñas Suárez         | Yei Gamboa             | Robert López              | Wilber Rentería               |
| Andrés Felipe Lazcano        | Cristian López                   | Brian Aceros           | Hernán Darío Guzmán Ipuz  | Diego Fernando Lenis Calderón |

- Equipo Ganador del Desafío: Costeños[71]
- Ganadores del Desafío: Brynnis Joissy López Olivella, Lairén Bernier, Jerry Karth y Elkin "Reikin" Herrera Bello

#### Desafío 2021: The Box
Esta temporada tuvo por título Desafío 2021: The Box y fue producida completamente en Colombia. En las competencias se enfrentaron de nuevo los equipos de Amazónicos, Antioqueños, Cachacos, Cafeteros, Costeños, Llaneros, Pastusos, Santandereanos, Tolima Grande y Vallecaucanos; contando con la adición de una nueva región con participantes provenientes del departamento de Boyacá, quienes conformarán un grupo denominado Boyacenses.
- Equipos

| Amazónicos                | Antioqueños          | Boyacenses          | Cachacos                     | Cafeteros           | Costeños                   |
| ------------------------- | -------------------- | ------------------- | ---------------------------- | ------------------- | -------------------------- |
| Ángela López Guarín       | Laura Jiménez Madrid | Rodolfo Torres      | Diana Carolina Rey           | Carolina Giraldo    | Steffit Valencia           |
| Yadira Castaño            | Juan David Zapata    | Laura Angarita      | John Ronin Bedoya            | Carolina Cortés     | César José Romero          |
| Cristian Alexander Acho   | María Camila Ospina  | George Gutiérrez    | Sofía Acosta                 | Carlos Echeverri    | Miguel David Assias        |
| Fabio Eduardo Torres      | Juan Manuel Gil      | Nina Yurany Melo    | Jonnathan Calderón           | Luis Miguel Tibocha | María Clara Cortés         |
| Llaneros                  | Pastusos             | Santandereanos      | Tolima Grande                | Vallecaucanos       | Súper Humanos              |
| Sonia Manjarrés           | Mayeli Valencia      | Francisco Remolina  | Paola Solano                 | Melissa Chalare     | Óscar Muñoz "Olímpico"     |
| Jorge Luis Cáceres Franco | Ángela González      | Karen Lorena Bayona | Karol Tatiana Zambrano       | Gabriela Sánchez    | Jhon Jairo Mosquera "Gago" |
| Andrea Manjarrés          | Jesús David Morales  | Vanessa Torres      | Esteban Perdomo              | Óscar David Coime   | Augusto Castro "Tin"       |
| Gonzalo Andrés Pinzón     | Juan José Lemos      | Andrés Felipe Ojeda | Carlos Mario Pérez "El mono" | Deiby Gómez         |                            |

- Súper Humano más humano: Óscar Muñoz "Olímpico" (Súper Humanos)
- Ganador del desafío: Paola Solano (Tolima Grande) y Gonzalo Pinzón (Llaneros)[74]

#### Desafío 2022: The Box 2
Esta entrega se denominó Desafío 2022: The Box 2 y, al igual que su antecesora, fue grabada en Colombia. En las competencias se reunieron 44 participantes, divididos en las regiones de Amazónicos, Antioqueños, Boyacenses, Cachacos, Cafeteros, Costeños, Llaneros, Pastusos, Santandereanos, Tolima Grande y Vallecaucanos, para luego ser reorganizados en nuevos equipos.
- Equipos

| Amazónicos            | Antioqueños          | Boyacenses             | Cachacos                     | Cafeteros           | Costeños               |
| --------------------- | -------------------- | ---------------------- | ---------------------------- | ------------------- | ---------------------- |
| Emily Múnera          | Anna De Villa        | María Fernanda Tobitto | Karla Rodríguez              | Andrea Cardona      | Valeria Porto          |
| Luis Mosquera         | Carlos Mario Oquendo | Carlos Andrés Merchán  | Brayan Huertas               | Neider Criollo      | Samir Reveiz           |
| Xiomara Alfonso       | Valentina González   | Daniela Camargo        | María Alejandra Sánchez      | Dayana Bermúdez     | Stephanie Villadiego   |
| Otoniel Tonguino      | Andrés Ossa Villegas | Juan Pablo Casallas    | Miguel Ángel Rodríguez       | Andrés Ramírez      | Andrés Alfonso Miranda |
| Llaneros              | Pastusos             | Santandereanos         | Tolima Grande                | Vallecaucanos       |                        |
| María Paula Cifuentes | Karol Andrea Yela    | Grecia Gutiérrez       | Lina Durán                   | Alexandra Rodríguez |                        |
| Moisés Sanmartín      | Julián Bastidas      | Duván Yesid Niño       | Jorge Luis Castillo Carballo | Víctor Hugo Gaviria |                        |
| Karina Rojas          | Lisseth Torres       | Diana Villamizar       | Andrea Olaya "Valkyria"      | Natalia Medina      |                        |
| Camilo Tarifa "Ceta"  | Fernando Illera      | Johan Sebastián Patiño | Humberto Plazas              | Sebastián Paredes   |                        |

- Súper Humano más humano: Andrea Olaya "Valkyria" (Tolima Grande) y Carlos Mario Oquendo (Antioqueños)
- Ganador del desafío: Andrea Olaya "Valkyria" (Tolima Grande) y Camilo Tarifa "Ceta" (Llaneros)[77]

#### Desafío 2023: The Box 3
Esta entrega se denomina Desafío 2023: The Box 3 y, al igual que su predecesora, fue filmada completamente en Colombia. Para esta ocasión, los 32 participantes convocados no fueron divididos en regiones, sino que, durante una prueba inicial, fueron organizados directamente en 4 equipos, identificados por las letras del alfabeto griego: Alpha, Beta, Gamma y Omega.
- Equipos

| Alpha                 | Beta                      | Gamma                  | Omega                 |
| --------------------- | ------------------------- | ---------------------- | --------------------- |
| Alejandro Calderón    | Óscar Rivas "Kaboom"      | David Mateus           | Juan Pablo Ángel "JP" |
| Sara Cifuentes        | Alejandra Ulloa           | Maira Padilla          | Saskya Badrán         |
| Rafael Yance "Rapelo" | Alfredo Martínez          | Yan Pizo               | Federico Orjuela      |
| Juliana Tovar         | Valeria Restrepo          | Margoth Salazar        | Kate López            |
| Byron Riveros         | Ricardo Rodríguez "Ricky" | Franklin Reyes "Black" | Daniel Murillo        |
| Daniela Taborda       | Kelly Ríos                | Carolina Abadía        | Alejandra Martínez    |
| Camilo Bogdan         | Douglas Mackarthur Bueno  | Iván Gutiérrez         | Alejandro Escudero    |
| Maryam Gómez ✟        | Sara Velásquez            | Johana Gómez           | Paz Ruiz              |

- Ganadores del Desafío: Alejandro Calderón (Alpha) y Alejandra Martinez (Omega).[80]

#### Desafío 2024: XX
Esta entrega se denomina Desafío 2024: XX y, al igual que su predecesora, fue filmada completamente en Colombia. Para esta ocasión, los 32 participantes convocados, durante en un par de pruebas iniciales, fueron organizados directamente en 4 equipos, identificados por las letras del alfabeto griego: Alpha, Beta, Gamma y Omega.
- Equipos

| Alpha                           | Beta                             | Gamma                          | Omega                          |
| ------------------------------- | -------------------------------- | ------------------------------ | ------------------------------ |
| Angel Danilo Rojas Montoya      | Marlon David Duque Lemus         | Luis Alexander Gómez Getial    | Enzo Alejandro Meneses Bermejo |
| Francisco José Amaya            | Juan David Villada Bañol         | Henrry Alejandro Baquero Ruiz  | Bryant Enrique Guzmán Daza     |
| Jorge Andrés Yepes Restrepo     | Kevyn Leandro Mosquera Rúa       | Ana María Restrepo Gómez       | Franck Stiward Luna Valencia   |
| Iván Andrés Arteaga Martínez    | Jhoana Daniela Acero Pérez       | Karoline Artunduaga Galvis     | Alejandro Londoño Aguirre      |
| Valerie de la Cruz Millán       | Luisa Alejandra Sanmiguel Quiroz | Paula Natalia Roncancio Rincón | Juliana Melissa Gaspar Marín   |
| Karen María Candia Ramírez      | Darlyn Estefanía Giraldo Torres  | Gloria Katherin Peña Manrique  | Ana María Tavera Lozano        |
| Yurleisi Carolina Dickson Prado | Juan Esteban Caipe Caipe         | Vittorio Orodico Doglioni      | Camila Gamboa Monsalve         |
| María Paula Tobón de Castro     | Valentina Rodríguez Ortiz        | Yoifer Andrés Lemus Moreno     | Lina Marcela Hernández         |
| Santiago Ríos *                 |                                  |                                |                                |

- Ganador del desafío: Kevyn Leandro Mosquera Rúa.[82]

Notas:
1. Sub: El participante fue cambiado de equipo en la primera capitanía, creando los equipos definitivos.
2. "*": El participante ingresó desde afuera para sustituir a un compañero lesionado, ya que todavía no había participantes eliminados.

#### Desafío 2025:SigloXXI
Esta entrega se denomina Desafío 2025: Siglo XXI y, al igual que su predecesora, fue filmada completamente en Colombia. Para esta ocasión, los 32 participantes convocados, durante una fiesta realizada en el Club House, estaban escondidas cuatro tarjetas Ditu, que a quien la encontrara, le otorgaba el poder de elegir la conformación de su equipo, identificados por las letras del alfabeto griego: Alpha, Beta, Gamma y Omega.
- Equipos

| Alpha                            | Beta                                   | Gamma                            | Omega                           |
| -------------------------------- | -------------------------------------- | -------------------------------- | ------------------------------- |
| Eleazar Betancur                 | Gerónimo Ángel                         | Anthony Zambrano                 | Alan Baleta                     |
| Juan Andrés Díaz Hurtado         | Harvey Abrahan Andrés Flórez Vaderrama | Cristian Orozco                  | Camilo Andrés García            |
| Leonel Heredia Moreno            | Kevin Daniel Sánchez García            | Guillaume George Dubs            | Gerson Andrey Díaz Morales      |
| Luís Daniel Vergel Peña          | Mario Alejandro Pineda Díez            | José Manuel Maldonado Zapata     | Julio Alberto Sánchez Cortés    |
| Camila Arrastía Calderón         | Claudia Milena Díaz Llanos             | Enailis Rosa Mejía Ruíz          | Deisy Esmeralda Fajardo Rojas   |
| Grecia Alexandra Viloria Ramírez | Daniela Zuluaga Montilla               | Isabel Cristina Carvajal Castaño | Katiuska Bula                   |
| Manuela Gómez                    | Valentina Benincore                    | Mercedes Isabel Pérez            | María Camila Chacón Herrera     |
| Sathya Vanessa Díaz Velandia     | Valentina Zuluaga Montilla             | Yudisa Andrea Martínez Lemos     | Miryan Daniela Hernández García |

## Resúmenes por equipos

### Participación de equipos
| Celebridades         | E2   | E1   | NP   | NP   | NP   | NP   | NP   | NP   | NP   | E2   | E1   | NP   | NP   | NP   | NP   | NP   | NP   | NP   | NP   | NP   | NP   | 4     |  |  |  |  |  |  |  |  |  |  |  |  |  |  |  |  |  |  |  |  |  |  |  |  |  |  |  |  |  |  |  |  |  |  |  |  |  |  |  |  |  |  |  |  |  |  |  |  |  |  |  |  |  |  |  |  |  |  |  |  |  |  |  |  |  |  |  |  |  |  |  |  |  |  |  |  |
| Sobrevivientes       | E2   | E2   | NP   | NP   | NP   | NP   | NP   | NP   | NP   | E1   | E2   | NP   | NP   | NP   | NP   | NP   | NP   | NP   | NP   | NP   | NP   | 4     |  |  |  |  |  |  |  |  |  |  |  |  |  |  |  |  |  |  |  |  |  |  |  |  |  |  |  |  |  |  |  |  |  |  |  |  |  |  |  |  |  |  |  |  |  |  |  |  |  |  |  |  |  |  |  |  |  |  |  |  |  |  |  |  |  |  |  |  |  |  |  |  |  |  |  |  |
| Retadores            | E1   | E2   | NP   | NP   | NP   | NP   | NP   | NP   | NP   | E2   | E2   | NP   | NP   | NP   | NP   | NP   | NP   | NP   | NP   | NP   | NP   | 4     |  |  |  |  |  |  |  |  |  |  |  |  |  |  |  |  |  |  |  |  |  |  |  |  |  |  |  |  |  |  |  |  |  |  |  |  |  |  |  |  |  |  |  |  |  |  |  |  |  |  |  |  |  |  |  |  |  |  |  |  |  |  |  |  |  |  |  |  |  |  |  |  |  |  |  |  |
|                      |      |      |      |      |      |      |      |      |      |      |      |      |      |      |      |      |      |      |      |      |      |       |  |  |  |  |  |  |  |  |  |  |  |  |  |  |  |  |  |  |  |  |  |  |  |  |  |  |  |  |  |  |  |  |  |  |  |  |  |  |  |  |  |  |  |  |  |  |  |  |  |  |  |  |  |  |  |  |  |  |  |  |  |  |  |  |  |  |  |  |  |  |  |  |  |  |  |  |
| Regiones             | 2004 | 2005 | 2006 | 2007 | 2008 | 2009 | 2010 | 2011 | 2012 | 2013 | 2014 | 2015 | 2016 | 2017 | 2018 | 2019 | 2021 | 2022 | 2023 | 2024 | 2025 | Total |  |  |  |  |  |  |  |  |  |  |  |  |  |  |  |  |  |  |  |  |  |  |  |  |  |  |  |  |  |  |  |  |  |  |  |  |  |  |  |  |  |  |  |  |  |  |  |  |  |  |  |  |  |  |  |  |  |  |  |  |  |  |  |  |  |  |  |  |  |  |  |  |  |  |  |  |
| Cachacos             | NP   | NP   | NP   | NP   | E3   | E2   | E1   | E1   | E2   | NP   | NP   | NP   | E5   | E5   | E2   | E1   | E1   | E1   | NP   | NP   | NP   | 11    |  |  |  |  |  |  |  |  |  |  |  |  |  |  |  |  |  |  |  |  |  |  |  |  |  |  |  |  |  |  |  |  |  |  |  |  |  |  |  |  |  |  |  |  |  |  |  |  |  |  |  |  |  |  |  |  |  |  |  |  |  |  |  |  |  |  |  |  |  |  |  |  |  |  |  |  |
| Costeños             | NP   | NP   | NP   | NP   | E3   | E3   | E3   | E1   | E4   | NP   | NP   | NP   | E2   | E1   | E5   | E9   | E1   | E1   | NP   | NP   | NP   | 11    |  |  |  |  |  |  |  |  |  |  |  |  |  |  |  |  |  |  |  |  |  |  |  |  |  |  |  |  |  |  |  |  |  |  |  |  |  |  |  |  |  |  |  |  |  |  |  |  |  |  |  |  |  |  |  |  |  |  |  |  |  |  |  |  |  |  |  |  |  |  |  |  |  |  |  |  |
| Paisas / Antioqueños | NP   | NP   | NP   | NP   | E1   | E1   | E2   | E3   | E1   | NP   | NP   | NP   | E5   | E2   | E3   | E6   | E1   | E1   | NP   | NP   | NP   | 11    |  |  |  |  |  |  |  |  |  |  |  |  |  |  |  |  |  |  |  |  |  |  |  |  |  |  |  |  |  |  |  |  |  |  |  |  |  |  |  |  |  |  |  |  |  |  |  |  |  |  |  |  |  |  |  |  |  |  |  |  |  |  |  |  |  |  |  |  |  |  |  |  |  |  |  |  |
| Santandereanos       | NP   | NP   | NP   | NP   | E1   | E1   | E1   | E1   | E1   | NP   | NP   | NP   | E1   | E4   | E1   | E3   | E1   | E1   | NP   | NP   | NP   | 11    |  |  |  |  |  |  |  |  |  |  |  |  |  |  |  |  |  |  |  |  |  |  |  |  |  |  |  |  |  |  |  |  |  |  |  |  |  |  |  |  |  |  |  |  |  |  |  |  |  |  |  |  |  |  |  |  |  |  |  |  |  |  |  |  |  |  |  |  |  |  |  |  |  |  |  |  |
| Vallecaucanos        | NP   | NP   | NP   | NP   | E2   | E1   | E1   | E1   | E1   | NP   | NP   | NP   | E4   | E6   | E6   | E5   | E1   | E1   | NP   | NP   | NP   | 11    |  |  |  |  |  |  |  |  |  |  |  |  |  |  |  |  |  |  |  |  |  |  |  |  |  |  |  |  |  |  |  |  |  |  |  |  |  |  |  |  |  |  |  |  |  |  |  |  |  |  |  |  |  |  |  |  |  |  |  |  |  |  |  |  |  |  |  |  |  |  |  |  |  |  |  |  |
| Emigrantes           | NP   | NP   | NP   | NP   | NP   | E3   | E1   | NP   | NP   | NP   | NP   | NP   | NP   | NP   | NP   | NP   | NP   | NP   | NP   | NP   | NP   | 2     |  |  |  |  |  |  |  |  |  |  |  |  |  |  |  |  |  |  |  |  |  |  |  |  |  |  |  |  |  |  |  |  |  |  |  |  |  |  |  |  |  |  |  |  |  |  |  |  |  |  |  |  |  |  |  |  |  |  |  |  |  |  |  |  |  |  |  |  |  |  |  |  |  |  |  |  |
| Sobrevivientes       | NP   | NP   | NP   | NP   | NH   | NH   | E3   | E3   | E3   | NP   | NP   | NP   | NH   | NH   | NH   | NH   | NP   | NP   | NP   | NP   | NP   | 3     |  |  |  |  |  |  |  |  |  |  |  |  |  |  |  |  |  |  |  |  |  |  |  |  |  |  |  |  |  |  |  |  |  |  |  |  |  |  |  |  |  |  |  |  |  |  |  |  |  |  |  |  |  |  |  |  |  |  |  |  |  |  |  |  |  |  |  |  |  |  |  |  |  |  |  |  |
| Retadores            | NP   | NP   | NP   | NP   | NP   | NP   | NP   | E2   | NP   | NP   | NP   | NP   | NP   | NP   | NP   | NP   | NP   | NP   | NP   | NP   | NP   | 1     |  |  |  |  |  |  |  |  |  |  |  |  |  |  |  |  |  |  |  |  |  |  |  |  |  |  |  |  |  |  |  |  |  |  |  |  |  |  |  |  |  |  |  |  |  |  |  |  |  |  |  |  |  |  |  |  |  |  |  |  |  |  |  |  |  |  |  |  |  |  |  |  |  |  |  |  |
| Cafeteros            | NP   | NP   | NP   | NP   | NP   | NP   | NP   | NP   | E4   | NP   | NP   | NP   | E3   | E6   | E6   | E7   | E1   | E1   | NP   | NP   | NP   | 7     |  |  |  |  |  |  |  |  |  |  |  |  |  |  |  |  |  |  |  |  |  |  |  |  |  |  |  |  |  |  |  |  |  |  |  |  |  |  |  |  |  |  |  |  |  |  |  |  |  |  |  |  |  |  |  |  |  |  |  |  |  |  |  |  |  |  |  |  |  |  |  |  |  |  |  |  |
| Desterrados          | NP   | NP   | NP   | NP   | NP   | NP   | NP   | NP   | NP   | NP   | NP   | NP   | NP   | E3   | NP   | NP   | NP   | NP   | NP   | NP   | NP   | 1     |  |  |  |  |  |  |  |  |  |  |  |  |  |  |  |  |  |  |  |  |  |  |  |  |  |  |  |  |  |  |  |  |  |  |  |  |  |  |  |  |  |  |  |  |  |  |  |  |  |  |  |  |  |  |  |  |  |  |  |  |  |  |  |  |  |  |  |  |  |  |  |  |  |  |  |  |
| Súper Humanos        | NP   | NP   | NP   | NP   | NP   | NP   | NP   | NP   | NP   | NP   | NP   | NP   | NP   | NP1  | E4   | NP   | NP2  | NP   | NP   | NP   | NP   | 1     |  |  |  |  |  |  |  |  |  |  |  |  |  |  |  |  |  |  |  |  |  |  |  |  |  |  |  |  |  |  |  |  |  |  |  |  |  |  |  |  |  |  |  |  |  |  |  |  |  |  |  |  |  |  |  |  |  |  |  |  |  |  |  |  |  |  |  |  |  |  |  |  |  |  |  |  |
| Amazónicos           | NP   | NP   | NP   | NP   | NP   | NP   | NP   | NP   | NP   | NP   | NP   | NP   | NP   | NP   | NP   | E9   | E1   | E1   | NP   | NP   | NP   | 3     |  |  |  |  |  |  |  |  |  |  |  |  |  |  |  |  |  |  |  |  |  |  |  |  |  |  |  |  |  |  |  |  |  |  |  |  |  |  |  |  |  |  |  |  |  |  |  |  |  |  |  |  |  |  |  |  |  |  |  |  |  |  |  |  |  |  |  |  |  |  |  |  |  |  |  |  |
| Llaneros             | NP   | NP   | NP   | NP   | NP   | NP   | NP   | NP   | NP   | NP   | NP   | NP   | NP   | NP   | NP   | E2   | E1   | E1   | NP   | NP   | NP   | 3     |  |  |  |  |  |  |  |  |  |  |  |  |  |  |  |  |  |  |  |  |  |  |  |  |  |  |  |  |  |  |  |  |  |  |  |  |  |  |  |  |  |  |  |  |  |  |  |  |  |  |  |  |  |  |  |  |  |  |  |  |  |  |  |  |  |  |  |  |  |  |  |  |  |  |  |  |
| Pastusos             | NP   | NP   | NP   | NP   | NP   | NP   | NP   | NP   | NP   | NP   | NP   | NP   | NP   | NP   | NP   | E4   | E1   | E1   | NP   | NP   | NP   | 3     |  |  |  |  |  |  |  |  |  |  |  |  |  |  |  |  |  |  |  |  |  |  |  |  |  |  |  |  |  |  |  |  |  |  |  |  |  |  |  |  |  |  |  |  |  |  |  |  |  |  |  |  |  |  |  |  |  |  |  |  |  |  |  |  |  |  |  |  |  |  |  |  |  |  |  |  |
| Tolima Grande        | NP   | NP   | NP   | NP   | NP   | NP   | NP   | NP   | NP   | NP   | NP   | NP   | NP   | NP   | NP   | E8   | E1   | E1   | NP   | NP   | NP   | 3     |  |  |  |  |  |  |  |  |  |  |  |  |  |  |  |  |  |  |  |  |  |  |  |  |  |  |  |  |  |  |  |  |  |  |  |  |  |  |  |  |  |  |  |  |  |  |  |  |  |  |  |  |  |  |  |  |  |  |  |  |  |  |  |  |  |  |  |  |  |  |  |  |  |  |  |  |
| Boyacenses           | NP   | NP   | NP   | NP   | NP   | NP   | NP   | NP   | NP   | NP   | NP   | NP   | NP   | NP   | NP   | NP   | E1   | E1   | NP   | NP   | NP   | 2     |  |  |  |  |  |  |  |  |  |  |  |  |  |  |  |  |  |  |  |  |  |  |  |  |  |  |  |  |  |  |  |  |  |  |  |  |  |  |  |  |  |  |  |  |  |  |  |  |  |  |  |  |  |  |  |  |  |  |  |  |  |  |  |  |  |  |  |  |  |  |  |  |  |  |  |  |
|                      |      |      |      |      |      |      |      |      |      |      |      |      |      |      |      |      |      |      |      |      |      |       |  |  |  |  |  |  |  |  |  |  |  |  |  |  |  |  |  |  |  |  |  |  |  |  |  |  |  |  |  |  |  |  |  |  |  |  |  |  |  |  |  |  |  |  |  |  |  |  |  |  |  |  |  |  |  |  |  |  |  |  |  |  |  |  |  |  |  |  |  |  |  |  |  |  |  |  |
| Otros equipos        | 2004 | 2005 | 2006 | 2007 | 2008 | 2009 | 2010 | 2011 | 2012 | 2013 | 2014 | 2015 | 2016 | 2017 | 2018 | 2019 | 2021 | 2022 | 2023 | 2024 | 2025 | Total |  |  |  |  |  |  |  |  |  |  |  |  |  |  |  |  |  |  |  |  |  |  |  |  |  |  |  |  |  |  |  |  |  |  |  |  |  |  |  |  |  |  |  |  |  |  |  |  |  |  |  |  |  |  |  |  |  |  |  |  |  |  |  |  |  |  |  |  |  |  |  |  |  |  |  |  |
| Privilegiados        | NP   | NP   | E1   | NP   | NP   | NP   | NP   | NP   | NP   | NP   | NP   | NP   | NP   | NP   | NP   | NP   | NP   | NP   | NP   | NP   | NP   | 1     |  |  |  |  |  |  |  |  |  |  |  |  |  |  |  |  |  |  |  |  |  |  |  |  |  |  |  |  |  |  |  |  |  |  |  |  |  |  |  |  |  |  |  |  |  |  |  |  |  |  |  |  |  |  |  |  |  |  |  |  |  |  |  |  |  |  |  |  |  |  |  |  |  |  |  |  |
| Rebuscadores         | NP   | NP   | E2   | NP   | NP   | NP   | NP   | NP   | NP   | NP   | NP   | NP   | NP   | NP   | NP   | NP   | NP   | NP   | NP   | NP   | NP   | 1     |  |  |  |  |  |  |  |  |  |  |  |  |  |  |  |  |  |  |  |  |  |  |  |  |  |  |  |  |  |  |  |  |  |  |  |  |  |  |  |  |  |  |  |  |  |  |  |  |  |  |  |  |  |  |  |  |  |  |  |  |  |  |  |  |  |  |  |  |  |  |  |  |  |  |  |  |
| Llevados             | NP   | NP   | E2   | NP   | NP   | NP   | NP   | NP   | NP   | NP   | NP   | NP   | NP   | NP   | NP   | NP   | NP   | NP   | NP   | NP   | NP   | 1     |  |  |  |  |  |  |  |  |  |  |  |  |  |  |  |  |  |  |  |  |  |  |  |  |  |  |  |  |  |  |  |  |  |  |  |  |  |  |  |  |  |  |  |  |  |  |  |  |  |  |  |  |  |  |  |  |  |  |  |  |  |  |  |  |  |  |  |  |  |  |  |  |  |  |  |  |
| Catanos              | NP   | NP   | NP   | E2   | NP   | NP   | NP   | NP   | NP   | NP   | NP   | NP   | NP   | NP   | NP   | NP   | NP   | NP   | NP   | NP   | NP   | 1     |  |  |  |  |  |  |  |  |  |  |  |  |  |  |  |  |  |  |  |  |  |  |  |  |  |  |  |  |  |  |  |  |  |  |  |  |  |  |  |  |  |  |  |  |  |  |  |  |  |  |  |  |  |  |  |  |  |  |  |  |  |  |  |  |  |  |  |  |  |  |  |  |  |  |  |  |
| Cuchachos            | NP   | NP   | NP   | E1   | NP   | NP   | NP   | NP   | NP   | NP   | NP   | NP   | NP   | NP   | NP   | NP   | NP   | NP   | NP   | NP   | NP   | 1     |  |  |  |  |  |  |  |  |  |  |  |  |  |  |  |  |  |  |  |  |  |  |  |  |  |  |  |  |  |  |  |  |  |  |  |  |  |  |  |  |  |  |  |  |  |  |  |  |  |  |  |  |  |  |  |  |  |  |  |  |  |  |  |  |  |  |  |  |  |  |  |  |  |  |  |  |
| Pelados              | NP   | NP   | NP   | E2   | NP   | NP   | NP   | NP   | NP   | NP   | NP   | NP   | NP   | NP   | NP   | NP   | NP   | NP   | NP   | NP   | NP   | 1     |  |  |  |  |  |  |  |  |  |  |  |  |  |  |  |  |  |  |  |  |  |  |  |  |  |  |  |  |  |  |  |  |  |  |  |  |  |  |  |  |  |  |  |  |  |  |  |  |  |  |  |  |  |  |  |  |  |  |  |  |  |  |  |  |  |  |  |  |  |  |  |  |  |  |  |  |
| Tigres               | NP   | NP   | NP   | NP   | NP   | NP   | NP   | NP   | NP   | NP   | NP   | E1   | NP   | NP   | NP   | NP   | NP   | NP   | NP   | NP   | NP   | 1     |  |  |  |  |  |  |  |  |  |  |  |  |  |  |  |  |  |  |  |  |  |  |  |  |  |  |  |  |  |  |  |  |  |  |  |  |  |  |  |  |  |  |  |  |  |  |  |  |  |  |  |  |  |  |  |  |  |  |  |  |  |  |  |  |  |  |  |  |  |  |  |  |  |  |  |  |
| Elefantes            | NP   | NP   | NP   | NP   | NP   | NP   | NP   | NP   | NP   | NP   | NP   | E1   | NP   | NP   | NP   | NP   | NP   | NP   | NP   | NP   | NP   | 1     |  |  |  |  |  |  |  |  |  |  |  |  |  |  |  |  |  |  |  |  |  |  |  |  |  |  |  |  |  |  |  |  |  |  |  |  |  |  |  |  |  |  |  |  |  |  |  |  |  |  |  |  |  |  |  |  |  |  |  |  |  |  |  |  |  |  |  |  |  |  |  |  |  |  |  |  |
| Cocodrilos           | NP   | NP   | NP   | NP   | NP   | NP   | NP   | NP   | NP   | NP   | NP   | E1   | NP   | NP   | NP   | NP   | NP   | NP   | NP   | NP   | NP   | 1     |  |  |  |  |  |  |  |  |  |  |  |  |  |  |  |  |  |  |  |  |  |  |  |  |  |  |  |  |  |  |  |  |  |  |  |  |  |  |  |  |  |  |  |  |  |  |  |  |  |  |  |  |  |  |  |  |  |  |  |  |  |  |  |  |  |  |  |  |  |  |  |  |  |  |  |  |
| Águilas              | NP   | NP   | NP   | NP   | NP   | NP   | NP   | NP   | NP   | NP   | NP   | E2   | NP   | NP   | NP   | NP   | NP   | NP   | NP   | NP   | NP   | 1     |  |  |  |  |  |  |  |  |  |  |  |  |  |  |  |  |  |  |  |  |  |  |  |  |  |  |  |  |  |  |  |  |  |  |  |  |  |  |  |  |  |  |  |  |  |  |  |  |  |  |  |  |  |  |  |  |  |  |  |  |  |  |  |  |  |  |  |  |  |  |  |  |  |  |  |  |
| Cobras               | NP   | NP   | NP   | NP   | NP   | NP   | NP   | NP   | NP   | NP   | NP   | E2   | NP   | NP   | NP   | NP   | NP   | NP   | NP   | NP   | NP   | 1     |  |  |  |  |  |  |  |  |  |  |  |  |  |  |  |  |  |  |  |  |  |  |  |  |  |  |  |  |  |  |  |  |  |  |  |  |  |  |  |  |  |  |  |  |  |  |  |  |  |  |  |  |  |  |  |  |  |  |  |  |  |  |  |  |  |  |  |  |  |  |  |  |  |  |  |  |
| Alpha                | NP   | NP   | NP   | NP   | NP   | NP   | NP   | NP   | NP   | NP   | NP   | NP   | NP   | NP   | NP   | NP   | E4   | E4   | E3   | E2   | TBA  | 5     |  |  |  |  |  |  |  |  |  |  |  |  |  |  |  |  |  |  |  |  |  |  |  |  |  |  |  |  |  |  |  |  |  |  |  |  |  |  |  |  |  |  |  |  |  |  |  |  |  |  |  |  |  |  |  |  |  |  |  |  |  |  |  |  |  |  |  |  |  |  |  |  |  |  |  |  |
| Beta                 | NP   | NP   | NP   | NP   | NP   | NP   | NP   | NP   | NP   | NP   | NP   | NP   | NP   | NP   | NP   | NP   | E4   | E4   | E3   | E3   | E1   | 5     |  |  |  |  |  |  |  |  |  |  |  |  |  |  |  |  |  |  |  |  |  |  |  |  |  |  |  |  |  |  |  |  |  |  |  |  |  |  |  |  |  |  |  |  |  |  |  |  |  |  |  |  |  |  |  |  |  |  |  |  |  |  |  |  |  |  |  |  |  |  |  |  |  |  |  |  |
| Gamma                | NP   | NP   | NP   | NP   | NP   | NP   | NP   | NP   | NP   | NP   | NP   | NP   | NP   | NP   | NP   | NP   | E2   | E3   | E2   | E1   | TBA  | 5     |  |  |  |  |  |  |  |  |  |  |  |  |  |  |  |  |  |  |  |  |  |  |  |  |  |  |  |  |  |  |  |  |  |  |  |  |  |  |  |  |  |  |  |  |  |  |  |  |  |  |  |  |  |  |  |  |  |  |  |  |  |  |  |  |  |  |  |  |  |  |  |  |  |  |  |  |
| Omega                | NP   | NP   | NP   | NP   | NP   | NP   | NP   | NP   | NP   | NP   | NP   | NP   | NP   | NP   | NP   | NP   | E3   | E2   | E1   | E3   | TBA  | 5     |  |  |  |  |  |  |  |  |  |  |  |  |  |  |  |  |  |  |  |  |  |  |  |  |  |  |  |  |  |  |  |  |  |  |  |  |  |  |  |  |  |  |  |  |  |  |  |  |  |  |  |  |  |  |  |  |  |  |  |  |  |  |  |  |  |  |  |  |  |  |  |  |  |  |  |  |
| Equipo Tino          | NP   | NP   | NP   | NP   | NP   | NP   | NP   | NP   | NP   | NP   | NP   | NP   | NP   | NP   | NP   | NP   | NP   | NP   | NP   | E4   | NP   | 1     |  |  |  |  |  |  |  |  |  |  |  |  |  |  |  |  |  |  |  |  |  |  |  |  |  |  |  |  |  |  |  |  |  |  |  |  |  |  |  |  |  |  |  |  |  |  |  |  |  |  |  |  |  |  |  |  |  |  |  |  |  |  |  |  |  |  |  |  |  |  |  |  |  |  |  |  |
| Equipo Pibe          | NP   | NP   | NP   | NP   | NP   | NP   | NP   | NP   | NP   | NP   | NP   | NP   | NP   | NP   | NP   | NP   | NP   | NP   | NP   | E4   | NP   | 1     |  |  |  |  |  |  |  |  |  |  |  |  |  |  |  |  |  |  |  |  |  |  |  |  |  |  |  |  |  |  |  |  |  |  |  |  |  |  |  |  |  |  |  |  |  |  |  |  |  |  |  |  |  |  |  |  |  |  |  |  |  |  |  |  |  |  |  |  |  |  |  |  |  |  |  |  |

- (E#) La etapa a la cual llegó el equipo.
- (NP) El equipo no participó en ese desafío.
- (PD) Por definir.
- (TBA) Esta edición está en curso.
- (NH) En este desafío no hubo equipo de sobrevivientes de las regiones eliminadas.

### Mejor representante de cada equipo por año
| Equipos tradicionales | 2004                        | 2005                           | 2013                          | 2014                             |
| --------------------- | --------------------------- | ------------------------------ | ----------------------------- | -------------------------------- |
| Celebridades          | Paula Betancourt (Ganadora) | Tatiana de los Ríos (Ganadora) | Claudia Moreno (5.º Lugar)    | Mauricio Mejía (3.er Lugar)      |
| Sobrevivientes        | Mónica Londoño (2.º Lugar)  | Catalina Jaimes (3.er Lugar)   | Carolina Jaramillo (Ganadora) | Carlos Díaz Granados (5.º Lugar) |
| Retadores             | Paula Domínguez (6.º Lugar) | Álvaro Mesa (2.º Lugar)        | Alejandro Herrera (2.º Lugar) | Wilder Zapata (Ganador)          |

| Regiones             | 2008                         | 2009                            | 2010                         | 2011                        | 2012                          | 2016                             | 2017                            | 2018                         | 2021                                             | 2022                                |
| -------------------- | ---------------------------- | ------------------------------- | ---------------------------- | --------------------------- | ----------------------------- | -------------------------------- | ------------------------------- | ---------------------------- | ------------------------------------------------ | ----------------------------------- |
| Cachacos             | Andrés Alarcón (3.er lugar)  | Fabián Guzmán (3.er lugar)      | Óscar Mahecha (9.º lugar)    | Yorlady Moreno (8.º lugar)  | Jenny Moreno (Ganadora)       | Julián Duarte (3.er lugar)       | Daniel Méndez (7.º lugar)       | Witsmar Lucumí (2.º lugar)   | Sofía Acosta (18.º lugar)                        | María Alejandra Sánchez (9.º lugar) |
| Costeños             | Myriam Brant (6.º lugar)     | Jonathan Mulford (5.º lugar)    | Jonathan Cure (2.º lugar)    | Jenny Machado (10.º lugar)  | Pierine Peñaranda (5.º lugar) | Ángel Arregoces (Ganador)        | Alejandro Abomohor (14.º lugar) | Óscar Muñoz Oviedo (Ganador) | Steffit Valencia (13.º lugar)                    | Samir Reveiz (5.º lugar)            |
| Paisas / Antioqueños | Juan Pablo Londoño (Ganador) | Miguel Ángel Urrea (11.º lugar) | Leonardo Flóres (3.er lugar) | Tatiana Arango (3.er lugar) | Sergio Arango (2.º lugar)     | Augusto Castro (2.º lugar)       | Mateo Carvajal (Ganador)        | Diego Posada (2.º lugar)     | Laura Jiménez Madrid Juan Manuel Gil (2.º lugar) | Carlos Mario Oquendo (16.º lugar)   |
| Santandereanos       | Pedro José Orduz (2.º lugar) | Maryluz López (4.º lugar)       | Eider Guerrero (Ganador)     | Kelly Cadena (12.º lugar)   | Edinson Muñoz (6.º lugar)     | Valentina Villamizar (7.º lugar) | Frank Sáenz (11.º lugar)        | Fabián Gómez (32.º lugar)    | Karen Bayona Felipe Ojeda (9.º lugar)            | Duván Yesid Niño (12.º lugar)       |
| Vallecaucanos        | Halem Castillo (8.º lugar)   | Paola Rodríguez (19.º lugar)    | Dayana Martínez (15.º lugar) | Jader Arizala (2.º lugar)   | Carlos Mejía (13.º lugar)     | Leandro Cambindo (10.º lugar)    | John Jairo Mosquera (2.º lugar) | Belmer Ospina (2.º lugar)    | Melissa Chalare (7.º lugar)                      | Alexandra Rodríguez (2.º lugar)     |
| Emigrantes           | NP                           | Didier Castañeda (Ganador)      | William Vargas (5.º lugar)   | NP                          | NP                            | NP                               | NP                              | NP                           | NP                                               | NP                                  |
| Sobrevivientes       | NP                           | NP                              | Eider Guerrero (Ganador)     | Jader Arizala (2.º lugar)   | Sergio Arango (2.º lugar)     | NP                               | NP                              | NP                           | NP                                               | NP                                  |
| Retadores            | NP                           | NP                              | NP                           | Mauricio Morales (Ganador)  | NP                            | NP                               | NP                              | NP                           | NP                                               | NP                                  |
| Cafeteros            | NP                           | NP                              | NP                           | NP                          | Ancízar Quintero (3.er lugar) | Alejandro Ortiz (13.er lugar)    | Héctor Murillo (3.er lugar)     | Víctor Bobadilla (5.º lugar) | Carolina Cortés (27.º lugar)                     | Neider Criollo (5.º lugar)          |
| Desterrados          | NP                           | NP                              | NP                           | NP                          | NP                            | NP                               | Dúmar Roa (18.º lugar)          | NP                           | NP                                               | NP                                  |
| Súper Humanos        | NP                           | NP                              | NP                           | NP                          | NP                            | NP                               | NP                              | Camila López (6.º lugar)     | NP                                               | NP                                  |
| Amazónicos           | NP                           | NP                              | NP                           | NP                          | NP                            | NP                               | NP                              | NP                           | Cristian Acho (11.º lugar)                       | Emily Múnera (15.º lugar)           |
| Llaneros             | NP                           | NP                              | NP                           | NP                          | NP                            | NP                               | NP                              | NP                           | Gonzalo Pinzón (Ganador)                         | Camilo Tarifa (Ganador)             |
| Pastusos             | NP                           | NP                              | NP                           | NP                          | NP                            | NP                               | NP                              | NP                           | Jesús David Morales (15.º lugar)                 | Karol Andrea Yela (7.º lugar)       |
| Tolima Grande        | NP                           | NP                              | NP                           | NP                          | NP                            | NP                               | NP                              | NP                           | Paola Solano (Ganadora)                          | Andrea Olaya (Ganadora)             |
| Boyacenses           | NP                           | NP                              | NP                           | NP                          | NP                            | NP                               | NP                              | NP                           | Laura Angarita (23.º lugar)                      | Juan Pablo Casallas (2.º lugar)     |

| Otros equipos | 2006                      | 2007                        | 2015                          | 2021                                    | 2022                            | 2023                          | 2024                             |
| ------------- | ------------------------- | --------------------------- | ----------------------------- | --------------------------------------- | ------------------------------- | ----------------------------- | -------------------------------- |
| Privilegiados | Alfredo Varela (Ganador)  | NP                          | NP                            | NP                                      | NP                              | NP                            | NP                               |
| Rebuscadores  | Diego Agudelo (2.º Lugar) | NP                          | NP                            | NP                                      | NP                              | NP                            | NP                               |
| Llevados      | Tatiana Rueda (5.º lugar) | NP                          | NP                            | NP                                      | NP                              | NP                            | NP                               |
| Catanos       | NP                        | Alexandra Díaz (6.º lugar)  | NP                            | NP                                      | NP                              | NP                            | NP                               |
| Cuchachos     | NP                        | Sandra Bermúdez (5.º lugar) | NP                            | NP                                      | NP                              | NP                            | NP                               |
| Pelados       | NP                        | Isabel Solís (Ganadora)     | NP                            | NP                                      | NP                              | NP                            | NP                               |
| Tigres        | NP                        | NP                          | Vanessa Posada (Ganadora)     | NP                                      | NP                              | NP                            | NP                               |
| Elefantes     | NP                        | NP                          | Hanny Mendoza (4.º lugar)     | NP                                      | NP                              | NP                            | NP                               |
| Cocodrilos    | NP                        | NP                          | Pierine Peñaranda (2.º lugar) | NP                                      | NP                              | NP                            | NP                               |
| Águilas       | NP                        | NP                          | Pierine Peñaranda (2.º lugar) | NP                                      | NP                              | NP                            | NP                               |
| Cobras        | NP                        | NP                          | Vanessa Posada (Ganadora)     | NP                                      | NP                              | NP                            | NP                               |
| Alpha         | NP                        | NP                          | NP                            | Óscar Muñoz (5.º lugar)                 | Andrea Olaya (Ganadora)         | Alejandro Calderón (Ganador)  | Karen Candia (6.º lugar)         |
| Beta          | NP                        | NP                          | NP                            | Juan Manuel Gil (2.º lugar)             | Camilo Tarifa (Ganador)         | Kelly Ríos (2.º lugar)        | Kevyn Mosquera (Ganador)         |
| Gamma         | NP                        | NP                          | NP                            | Melissa Chalare (7.º lugar)             | Karol Andrea Yela (7.º lugar)   | Yan Pizo (2.º lugar)          | Karoline Artunduaga (3.er Lugar) |
| Omega         | NP                        | NP                          | NP                            | Gonzalo Pinzón Paola Solano (Ganadores) | Juan Pablo Casallas (2.º lugar) | Alejandra Martínez (Ganadora) | Alejandro Londoño (5.º lugar)    |

- (NP) El equipo no participó en ese desafío.

### Mejor representante histórico de cada equipo
| Equipos tradicionales | Participantes | Participantes                                                        |
| Equipos tradicionales | Hombres | Mujeres                                                              |
| --------------------- | --- | -------------------------------------------------------------------- |
| Celebridades          | Mauricio Mejía 3.er Lugar (2014)                                                                                  | Paula Betancourt Ganadora (2004) Tatiana de los Ríos Ganadora (2005) |
| Sobrevivientes        | Halem Castillo 3.er Lugar (2013)                                                                                  | Carolina Jaramillo Ganadora (2013)                                   |
| Retadores             | Wilder Zapata Ganador (2014)                                                                                      | Manuela Vásquez 2.° Lugar (2014)                                     |
| Regiones              | Participantes | Participantes                                                        |
| Regiones              | Hombres | Mujeres                                                              |
| Cachacos              | Witsmar Lucumí 2.° Lugar (2018)                                                                                   | Jenny Leidy Moreno Ganadora (2012)                                   |
| Costeños              | Ángel Arregoces Ganador (2016) Óscar Muñoz Ganador (2018) Jerry Karth Ganador (2019) Elkin Herrera Ganador (2019) | Lairen Bernier Ganadora (2019) Brynnis López Ganadora (2019)         |
| Paisas / Antioqueños  | Juan Pablo Londoño Ganador (2008) Mateo Carvajal Ganador (2017)                                                   | Laura Jiménez Madrid 2.° Lugar (2021)                                |
| Santandereanos        | Eider Guerrero Ganador (2010)                                                                                     | Maryluz López Mantilla 4.° Lugar (2009)                              |
| Vallecaucanos         | Jader Alexis Arizala 2.° Lugar (2011) John Jairo Mosquera 2.° Lugar (2017) Belmer Ospina 2.° Lugar (2018)         | Alexandra Rodríguez 2.° Lugar (2022)                                 |
| Emigrantes            | Didier Castañeda Ganador (2009)                                                                                   | Gina Daza 6.° Lugar (2010)                                           |
| Sobrevivientes        | Eider Guerrero Ganador (2010)                                                                                     | Jennifer Alexa Caicedo 7.° Lugar (2012)                              |
| Retadores             | Mauricio Morales Ganador (2011)                                                                                   | Martha Bonilla 9.° Lugar (2011)                                      |
| Cafeteros             | Carlos Ancízar Quintero 3.er Lugar (2012) Héctor Murillo 3.er Lugar (2017)                                        | Camila López 5.° Lugar (2017)                                        |
| Desterrados           | Dúmar Roa 18.° Lugar (2017)                                                                                       | Tatiana Ussa 19.° Lugar (2017)                                       |
| Súper Humanos         | Ángel Arregoces 14.° Lugar (2018)                                                                                 | Camila López 6.° Lugar (2018)                                        |
| Amazónicos            | Jichi Vargas 5.° Lugar (2019) Fee Wee Suárez 5.° Lugar (2019)                                                     | Diana Gil 5.° Lugar (2019) Liz Mendieta 5.° Lugar (2019)             |
| Llaneros              | Gonzalo Andrés Pinzón Ganador (2021) Camilo Tarifa Ganador (2022)                                                 | Sonia Manjarrés 7.° Lugar (2021) Karina Rojas 7.° Lugar (2022)       |
| Pastusos              | Jesús David Morales 15.° Lugar (2021)                                                                             | Karol Andrea Yela 7.° Lugar (2022)                                   |
| Tolima Grande         | Esteban Perdomo 5.° Lugar (2021)                                                                                  | Paola Solano Ganadora (2021) Andrea Olaya Ganadora (2022)            |
| Boyacenses            | Juan Pablo Casallas 2.° Lugar (2022)                                                                              | Daniela Camargo 11.° Lugar (2022)                                    |
| Otros equipos         | Participantes | Participantes                                                        |
| Otros equipos         | Hombres | Mujeres                                                              |
| Privilegiados         | Alfredo Varela Ganador (2006)                                                                                     | Carolina Ángel 4.° Lugar (2006)                                      |
| Rebuscadores          | Diego Agudelo 2.° Lugar (2006)                                                                                    | Mayerly Vásquez 3.er Lugar (2006)                                    |
| Llevados              | Jorge Eliécer Pinto 8.° Lugar (2006)                                                                              | Tatiana Rueda 5.° Lugar (2006)                                       |
| Catanos               | Víctor Benavides 9.° Lugar (2007)                                                                                 | Alexandra Díaz 6.° Lugar (2007)                                      |
| Cuchachos             | Carlos Díaz Granados 11.° Lugar (2007)                                                                            | Sandra Bermúdez 5.° Lugar (2007)                                     |
| Pelados               | Camilo Vega 2.° Lugar (2007)                                                                                      | Isabel Solís Ganadora (2007)                                         |
| Tigres                | George Monti 8.° Lugar (2015)                                                                                     | Vanessa Posada Ganadora (2015)                                       |
| Elefantes             | Juan David Posada 9.° Lugar (2015)                                                                                | Hanny Mendoza 4.° Lugar (2015)                                       |
| Cocodrilos            | Dawis Martínez 3.er Lugar (2015)                                                                                  | Pierine Peñaranda 2.° Lugar (2015)                                   |
| Águilas               | George Monti 8.° Lugar (2015)                                                                                     | Pierine Peñaranda 2.do Lugar (2015)                                  |
| Cobras                | Dawis Martínez 3.er Lugar (2015)                                                                                  | Vanessa Posada Ganadora (2015)                                       |
| Alpha                 | Alejandro Calderón Ganador (2023)                                                                                 | Andrea Olaya Ganadora (2022)                                         |
| Beta                  | Camilo Tarifa Ganador (2022) Kevyn Mosquera Ganador (2024)                                                        | Kelly Rios 2.do Lugar (2023) Darlyn Giraldo 2.do Lugar (2024)        |
| Gamma                 | Yan Pizo 2.do Lugar (2023)                                                                                        | Karoline Artunduaga 3.er Lugar (2024)                                |
| Omega                 | Gonzalo Andrés Pinzón Ganador (2021)                                                                              | Paola Solano Ganadora (2021) Alejandra Martinez Ganadora (2023)      |
| Equipo Tino           | Alejandro Londoño Aguirre 5.° Lugar (2024)                                                                        | Darlyn Giraldo 2.do Lugar (2024)                                     |
| Equipo Pibe           | Kevyn Mosquera Ganador (2024)                                                                                     | Karoline Artunduaga 3.er Lugar (2024)                                |

## Premios y nominaciones

### Premios India Catalina
| Año  | Categoría                                            | Nominado                                 | Resultado |
| ---- | ---------------------------------------------------- | ---------------------------------------- | --------- |
| 2005 | Mejor programa de variedades                         | Desafío: La aventura                     | Nominado  |
| 2013 | Mejor reality                                        | Desafío: El fin del mundo                | Ganador   |
| 2014 | Mejor reality                                        | Desafío: África, el origen               | Ganador   |
| 2015 | Mejor reality                                        | Desafío: Marruecos, las mil y una noches | Nominado  |
| 2016 | Mejor presentador(a) de programas de entretenimiento | Margarita Rosa de Francisco              | Nominada  |
| 2017 | Mejor reality o concurso                             | Desafío: Súper Humanos, Súper Regiones   | Nominado  |
| 2020 | Mejor reality o concurso                             | Desafío: Súper Regiones                  | Nominado  |

### Premios TV y Novelas
| Año  | Categoría                                         | Nominado                                               | Resultado |
| ---- | ------------------------------------------------- | ------------------------------------------------------ | --------- |
| 2007 | Mejor reality o concurso                          | Desafío: La guerra de los estratos                     | Nominado  |
| 2010 | Mejor reality o concurso                          | Desafío: La lucha de las regiones, la revancha         | Nominado  |
| 2011 | Mejor reality o concurso                          | Desafío: La lucha de las regiones, el brazalete dorado | Nominado  |
| 2012 | Mejor reality o concurso                          | Desafío: La lucha de las regiones, la piedra sagrada   | Nominado  |
| 2013 | Mejor reality o concurso                          | Desafío: El fin del mundo                              | Nominado  |
| 2014 | Mejor reality o concurso                          | Desafío: África, el origen                             | Nominado  |
| 2015 | Mejor reality o concurso                          | Desafío: Marruecos, las mil y una noches               | Nominado  |
| 2016 | Mejor reality o concurso                          | Desafío: India, la reencarnación                       | Nominado  |
| 2017 | Mejor reality o concurso                          | Desafío: Súper Humanos, Cap Cana                       | Ganador   |
| 2018 | Mejor reality o concurso                          | Desafío: Súper Humanos XV                              | Nominado  |
| 2018 | Mejor presentador/presentadora de entretenimiento | Catalina Aristizabal                                   | Nominada  |

### Premio Produ
| Año  | Categoría                | Nominado                    | Resultado |
| ---- | ------------------------ | --------------------------- | --------- |
| 2017 | Mejor Presentadora de TV | Margarita Rosa de Francisco | Nominada  |
| 2018 | Mejor Presentadora de TV | Catalina Aristizabal        | Nominada  |

### Promax Latinoamérica
| Año  | Categoría            | Nominado                   | Resultado |
| ---- | -------------------- | -------------------------- | --------- |
| 2013 | Mejor diseño de logo | Desafío: África, el origen | Ganador   |

### Kids Choice Awards
| Año  | Categoría        | Nominado                                 | Resultado |
| ---- | ---------------- | ---------------------------------------- | --------- |
| 2014 | Reality favorito | Desafío: Marruecos, las mil y una noches | Ganador   |

### Premios Talento Caracol
| Año  | Categoría     | Nominado                               | Resultado |
| ---- | ------------- | -------------------------------------- | --------- |
| 2004 | Mejor reality | Desafío: La aventura                   | Ganador   |
| 2005 | Mejor reality | Desafío: Cabo Tiburón, Chocó, Colombia | Ganador   |

## Audiencia Media de todas las ediciones
Estas han sido las audiencias de las ediciones del programa Desafío.
| Edición                                                     | Fecha | Cadena             | Promedio |
| ----------------------------------------------------------- | ----- | ------------------ | -------- |
| Desafío 20-04: La Aventura                                  | 2004  | Caracol Televisión | 14,7     |
| Desafío 20-05: Cabo Tiburón, Colombia                       | 2005  | Caracol Televisión | 14,9     |
| Desafío 20-06: La guerra de los Estratos                    | 2006  | Caracol Televisión | 10,9     |
| Desafío 20-07: La guerra de las Generaciones                | 2007  | Caracol Televisión | 8,6      |
| Desafío 2008: La lucha de las Regiones                      | 2008  | Caracol Televisión | 12,9     |
| Desafío 2009: La lucha de las Regiones, La Revancha         | 2009  | Caracol Televisión | 13,5     |
| Desafío 2010: La lucha de las Regiones, El brazalete Dorado | 2010  | Caracol Televisión | 13,6     |
| Desafío 2011: La lucha de las Regiones, La piedra Sagrada   | 2011  | Caracol Televisión | 12,4     |
| Desafío 2012: El fin del Mundo                              | 2012  | Caracol Televisión | 14,0     |
| Desafío 2013: Afríca, el Origen                             | 2013  | Caracol Televisión | 13,1     |
| Desafío 2014: Marruecos, las mil y una Noches               | 2014  | Caracol Televisión | 11,1     |
| Desafío 2015: Indía, la Reencarnación                       | 2015  | Caracol Televisión | 12,3     |
| Desafío 2016: Súper Humanos, Súper Regiones                 | 2016  | Caracol Televisión | 11,6     |
| Desafío 2017: Súper Humanos, Cap Cana                       | 2017  | Caracol Televisión | 12,5     |
| Desafío 2018: Súper Humanos, XV                             | 2018  | Caracol Televisión | 12,1     |
| Desafío 2019: Súper Regiones                                | 2019  | Caracol Televisión | 11,0     |
| Desafío 2021: The Box                                       | 2021  | Caracol Televisión | 11,8     |
| Desafío 2022: The Box 2                                     | 2022  | Caracol Televisión | 11,8     |
| Desafío 2023: The Box 3                                     | 2023  | Caracol Televisión | 10,0     |
| Desafío 2024: XX                                            | 2024  | Caracol Televisión | 11,6     |
| Desafío 2025: Siglo XXI                                     | 2025  | Caracol Televisión | TBA      |

## Versiones internacionales
País que actualmente está emitiendo el programa.
     País que planea emitir una nueva edición del programa.
     País que no planea emitir una nueva edición del programa.
     País que no se sabe si emitirá una nueva edición del programa.
| País           | Nombre Local                               | Canal de TV        | Ganadores | Presentadores |
| -------------- | ------------------------------------------ | ------------------ | --- | --- |
| Bulgaria       | Игри на волята(bg) (Juegos de la voluntad) | NOVA               | Temporada 1, 2019: Dobrin Nikolov Temporada 2, 2020: Milen Tsvetkov Temporada 3, 2021: Andrey Gridin Temporada 4, 2022: Alexa Erski Temporada 5, 2023: Ivan Rulev Temporada 6, 2024: Martin Kanev | Aleksandra Sarchadjieva 1 Ralitsa Paskaleva 2- Dimo Aleksiev 2- |
| Colombia       | Desafío                                    | Caracol Televisión | Temporada 1, 2004: Paula Andrea Betancourt Temporada 2, 2005: Tatiana de los Ríos Temporada 3, 2006: Alfredo Valera Temporada 4, 2007: Isabel Solís Temporada 5, 2008: Juan Pablo Londoño Temporada 6, 2009: Didier Castañeda Temporada 7, 2010: Eider Guerrero Temporada 8, 2011: Mauricio Morales Temporada 9, 2012: Jenny "Perla" Moreno Temporada 10, 2013: Carolina Jaramillo Temporada 11, 2014: Wilder Zapata Temporada 12, 2015: Vanessa Posada Temporada 13, 2016: Ángel Jesús Arregoces Temporada 14, 2017: Mateo Carvajal Temporada 15, 2018: Óscar Muñoz Temporada 16, 2019: Equipo Costeños Temporada 17, 2021: Galo Pinzón y Paola Solano Temporada 18, 2022: Andrea Olaya y Camilo Tarifa Temporada 19, 2023: Alejandra Martínez y Alejandro Calderón Temporada 20, 2024: Kevyn Mosquera Temporada 21, 2025: TBA | Margarita Rosa de Francisco 1-3, 5, 8-13 Víctor Mallarino 1-2, 6-7 Lina Marulanda† 4 Juan Pablo Llano 4 Taliana Vargas 6 Toya Montoya 7-8 Juan Ignacio Velásquez 8 Catalina Aristizábal 14-15 Andrea Serna 16- |
| Estados Unidos | Desafío 20.06                              | GenTv              | Temporada 1, 2006: Alejandro Kenig | Sissi Fleitas |
| Estados Unidos | Desafío: La Gran Batalla                   | Univision          | Temporada 1, 2010: Yunior Puig | Michel Brown |
| Estados Unidos | La isla: desafío extremo                   | Telemundo          | Temporada 1, 2024: Adrián Di Monte | Javier Poza |
| Grecia         | Nomads                                     | ANT1               | Temporada 1, 2017: Apostolia Zoi Temporada 2, 2018: Stelios Hantampakis | Grigoris Amaoutoglou 1 Savvas Poumbouras 2 Giorgos Lentzas 2 |
| México         | La Isla, el reality                        | Azteca 7           | Temporada 1, 2012: María Renee Núñez ✟ Temporada 2, 2013: Cecilia Ponce Temporada 3, 2014: Francisco Covarrubias Temporada 4, 2015: Jorge Lyle Temporada 5, 2016: Jorge Luis Vázquez Temporada 6, 2017: Luis Arellanes Temporada 7, 2023: Maite Olalde Temporada 8, 2024: Fernando Lozada | Alejandro Lukini |